# La Calotterie
La Calotterie (parfois orthographiée La Caloterie) est une commune française située dans le département du Pas-de-Calais en région Hauts-de-France. Ses habitants sont appelés les Calotterois. Sa population est de 586 habitants au recensement de 2022. La commune est membre de la communauté d'agglomération des Deux Baies en Montreuillois.
C'est sur le territoire de la commune, aux lieux-dits Visemarets et Monthuis, qu'il est admis que se trouvait le site du grand port germanique de Quentovic.

## Géographie

### Localisation
Localisée dans le sud-ouest du département du Pas-de-Calais, la Calotterie est un village de la vallée de la Canche situé à 3 kilomètres à l'est de Montreuil-sur-Mer (chef-lieu d'arrondissement) et à 12 kilomètres au sud-est du Touquet-Paris-Plage et des plages du littoral de la Manche.
Le territoire de la commune est composé de deux surfaces disjointes, une des surfaces, à l'est de La Calotterie, est enclavée entre La Madelaine-sous-Montreuil et Attin.
La RD 939 tangente au nord de la commune, qui est aisément accessible par l'autoroute A16.
Le territoire de la commune est limitrophe de ceux de six communes.
Les communes limitrophes sont Beutin, La Madelaine-sous-Montreuil, Saint-Josse, Sorrus, Attin et Bréxent-Énocq.

### Géologie et relief
La superficie de la commune est de 9,48 km2 ; son altitude varie de 2  à   58 m.

### Hydrographie
Le territoire de la commune est situé dans le bassin Artois-Picardie.
Il est traversé par quatre cours d'eau :
- la Canche, fleuve côtier d'une longueur de 100,22 km, qui prend sa source dans la commune de Gouy-en-Ternois et se jette dans la Manche entre Étaples et Le Touquet-Paris-Plage[3] ;
- le château de Monthuis, d'une longueur de 1,12 km[4] ;
- et deux cours d'eau au toponyme hydrographique inconnu[5],[6].

La partie nord du territoire communal est occupée par des marais et des zones humides.

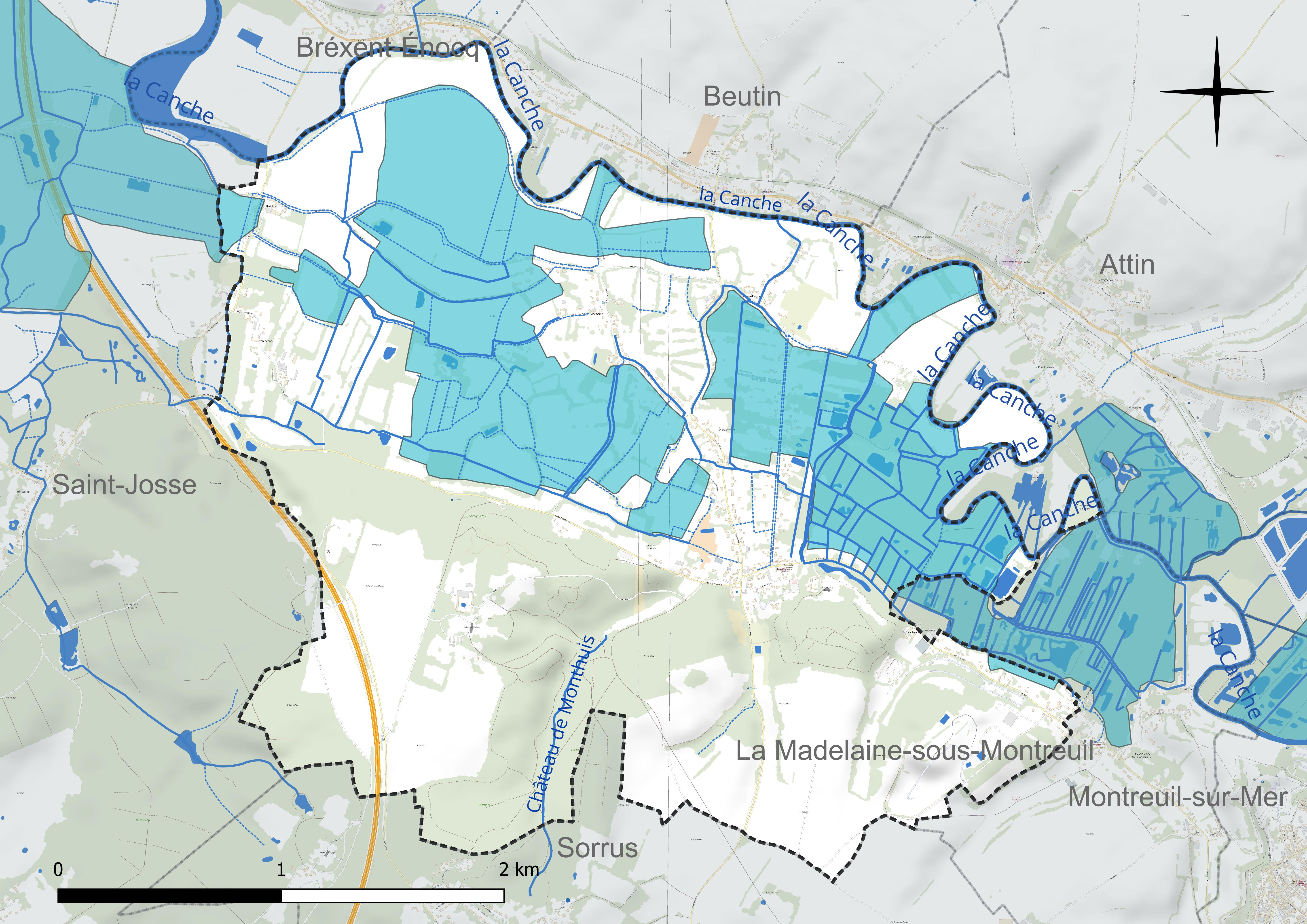
Réseau hydrographique de la Calotterie.

### Climat
Pour des articles plus généraux, voir Climat des Hauts-de-France et Climat du Pas-de-Calais.
En 2010, le climat de la commune est de type climat océanique franc, selon une étude du CNRS s'appuyant sur une série de données couvrant la période 1971-2000. En 2020, Météo-France publie une typologie des climats de la France métropolitaine dans laquelle la commune est exposée à un climat océanique et est dans la région climatique Côtes de la Manche orientale, caractérisée par un faible ensoleillement (1 550 h/an) ; forte humidité de l’air (plus de 20 h/jour avec humidité relative > 80 % en hiver), vents forts fréquents.
Pour la période 1971-2000, la température annuelle moyenne est de 10,6 °C, avec une amplitude thermique annuelle de 12,7 °C. Le cumul annuel moyen de précipitations est de 911 mm, avec 13 jours de précipitations en janvier et 8,1 jours en juillet. Pour la période 1991-2020, la température moyenne annuelle observée sur la station météorologique la plus proche, située sur la commune du Touquet-Paris-Plage à 10 km à vol d'oiseau, est de 11,2 °C et le cumul annuel moyen de précipitations est de 888,8 mm,. Pour l'avenir, les paramètres climatiques de la commune estimés pour 2050 selon différents scénarios d'émission de gaz à effet de serre sont consultables sur un site dédié publié par Météo-France en novembre 2022.

### Paysages
Pour un article plus général, voir Paysage en France.
La commune s'inscrit dans les « paysages montreuillois » tels qu'ils sont définis dans l'atlas de paysages de la région Nord-Pas-de-Calais, conçu par la direction régionale de l'Environnement, de l'Aménagement et du Logement (DREAL),.
Les « paysages montreuillois », qui concernent 98 communes, se délimitent : à l'ouest par des falaises qui, avec le recul de la mer, ont donné naissance aux bas-champs ourlées de dunes ; au nord par la boutonnière du Boulonnais ; au sud par le vaste plateau formé par la vallée de l'Authie, et à l'est par les paysages du Ternois et du Haut-Artois. Les « paysages montreuillois », avec, dans leur axe central, la vallée de la Canche et ses nombreux affluents comme la Course, la Créquoise, la Planquette…, offrent une alternance de vallées et de plateaux, appelés « ondulations montreuilloises ». Dans ces paysages, et plus particulièrement sur les plateaux, on cultive la betterave sucrière, le blé et le maïs et les plateaux entre la Ternoise et la Créquoise sont couverts de vastes massifs forestiers comme la forêt d'Hesdin-la-Forêt, les bois de Fressin, Sains-lès-Fressin, Créquy….
L’occupation des sols de la surface totale de ces « paysages montreuillois » est de 59,07 % de cultures, de 21,55 % de prairies naturelles, permanentes, de 12,02 % de forêts et de milieux semi-naturels, de 5,79 % d'espaces artificialisés avec les communes principales d'Étaples et Montreuil-sur-Mer, de 0,38 % de cours d'eau et plan d'eau, 0,41 % d'espaces industriels et de friches industrielles et de 0,14 % d’espaces dunaires.

### Milieux naturels et biodiversité

#### Espace protégé et géré
La protection réglementaire est le mode d’intervention le plus fort pour préserver des espaces naturels remarquables et leur biodiversité associée.
Dans ce cadre, on trouve sur le territoire de la commune un terrains géré par le conservatoire d'espaces naturels des Hauts-de-France : le communal de Sorrus, d'une superficie de 19,49 ha.

#### Zones naturelles d'intérêt écologique, faunistique et floristique
L’inventaire des zones naturelles d'intérêt écologique, faunistique et floristique (ZNIEFF) a pour objectif de réaliser une couverture des zones les plus intéressantes sur le plan écologique, essentiellement dans la perspective d’améliorer la connaissance du patrimoine naturel national et de fournir aux différents décideurs un outil d’aide à la prise en compte de l’environnement dans l’aménagement du territoire.
Le territoire communal comprend trois ZNIEFF de type 1 :
- les marais et bois tourbeux de La Calotterie, Attin et La Madelaine-sous-Montreuil qui, avec plus de 300 ha, constituent la plus vaste ZNIEFF du complexe écologique de la basse vallée de la Canche. Ils s’étendent de part et d’autre du fleuve qui les traverse dans un axe Sud-Est/Nord-Ouest[17] ;
- les landes et bois de Saint-Josse. Cette ZNIEFF correspond à une butte argilo-sableuse relictuelle coiffée de cailloutis, de silex et de sables argileux dont le feuilletage stratigraphique est à l’origine des différentes nappes perchées alimentant un réseau complexe de ruisseaux[18] ;
- les prairies humides de Visemarest. Cette ZNIEFF, située à l’ouest de Montreuil, présente un ensemble de prairies humides, plus ou moins inondables, ponctuées d’un réseau de mares, de fossés en eau et de chenaux d’écoulement[19].

et une ZNIEFF de type 2 : la basse vallée de la Canche et ses versants en aval d’Hesdin.

#### Sites Natura 2000
Le réseau Natura 2000 est un réseau écologique européen de sites naturels d'intérêt écologique élaboré à partir des directives « Habitats » et « Oiseaux ». Ce réseau est constitué de Zones spéciales de conservation (ZSC) et de Zones de protection spéciale (ZPS). Dans les zones de ce réseau, les États membres s'engagent à maintenir dans un état de conservation favorable les types d'habitats et d'espèces concernés, par le biais de mesures réglementaires, administratives ou contractuelles. L'objectif est de promouvoir une gestion adaptée des habitats tout en tenant compte des exigences économiques, sociales et culturelles, ainsi que des particularités régionales et locales de chaque État membre. Les activités humaines ne sont pas interdites, dès lors que celles-ci ne remettent pas en cause significativement l'état de conservation favorable des habitats et des espèces concernés.
Sur la commune, un site Natura 2000 de type B est défini en site d'importance communautaire (SIC) : les landes, mares et bois acides du plateau de Sorrus Saint Josse, prairies alluviales et bois tourbeux en aval de Montreuil, zone de type B, d'une superficie de 60 ha, altitude de 4  à   60 m.

#### Inventaire national du patrimoine géologique
Le territoire communal comprend le site de l'estuaire de la Canche. il est inscrit à l'inventaire national du patrimoine géologique.

## Urbanisme

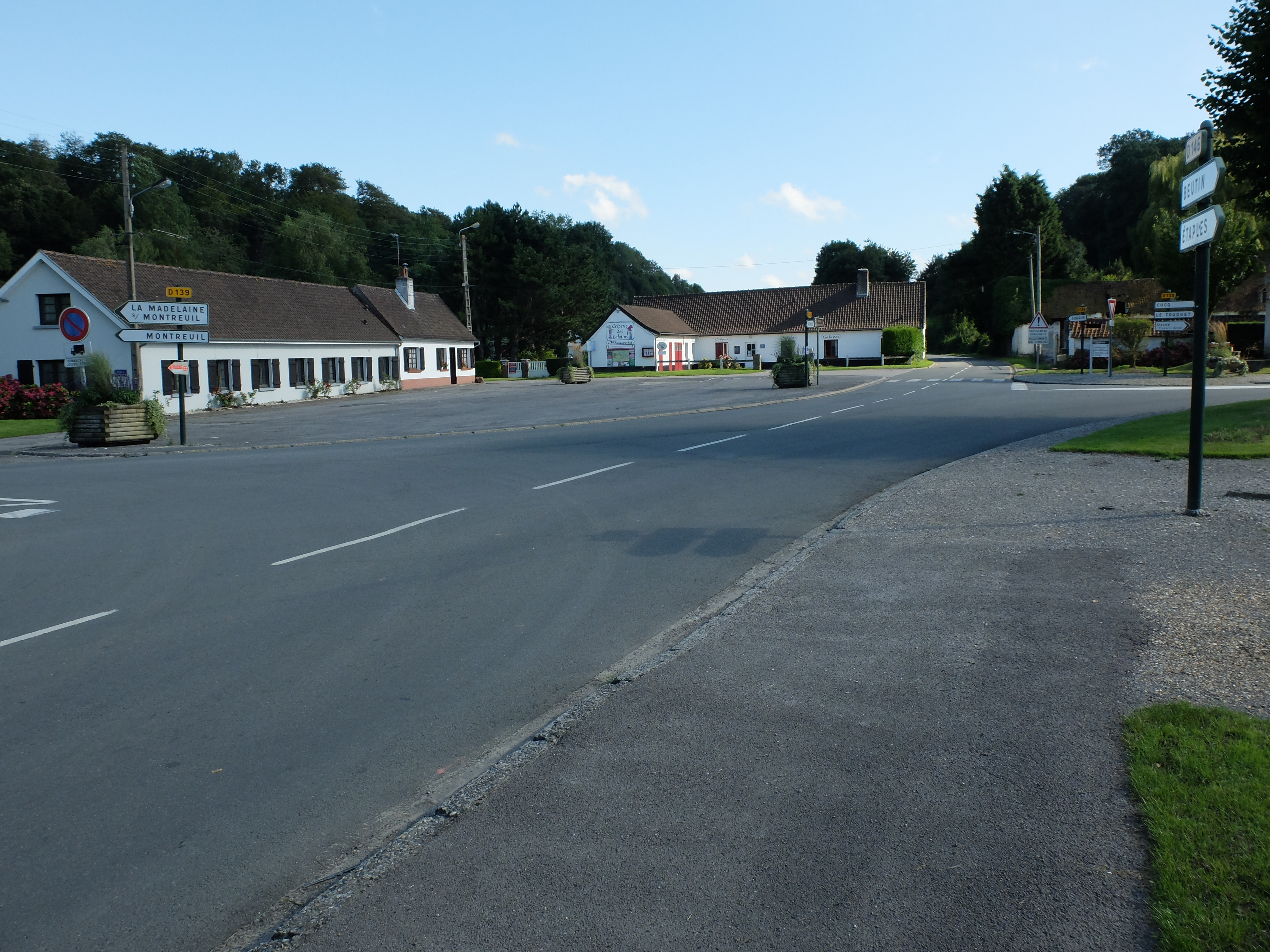
La place de la Libération.

### Typologie
Au 1er janvier 2024, La Calotterie est catégorisée commune rurale à habitat dispersé, selon la nouvelle grille communale de densité à sept niveaux définie par l'Insee en 2022.
Elle appartient à l'unité urbaine de Montreuil-sur-Mer, une agglomération intra-départementale regroupant neuf  communes, dont elle est une commune de la banlieue,,. Par ailleurs la commune fait partie de l'aire d'attraction d'Étaples - Le Touquet-Paris-Plage, dont elle est une commune de la couronne,. Cette aire, qui regroupe 21 communes, est catégorisée dans les aires de moins de 50 000 habitants,.

### Occupation des sols
L'occupation des sols de la commune, telle qu'elle ressort de la base de données européenne d’occupation biophysique des sols Corine Land Cover (CLC), est marquée par l'importance des territoires agricoles (66,6 % en 2018), en diminution par rapport à 1990 (69,6 %). La répartition détaillée en 2018 est la suivante :
prairies (36,8 %), terres arables (29,8 %), forêts (25,5 %), zones urbanisées (6,9 %), zones humides intérieures (1 %). L'évolution de l’occupation des sols de la commune et de ses infrastructures peut être observée sur les différentes représentations cartographiques du territoire : la carte de Cassini (XVIIIe siècle), la carte d'état-major (1820-1866) et les cartes ou photos aériennes de l'IGN pour la période actuelle (1950 à aujourd'hui).

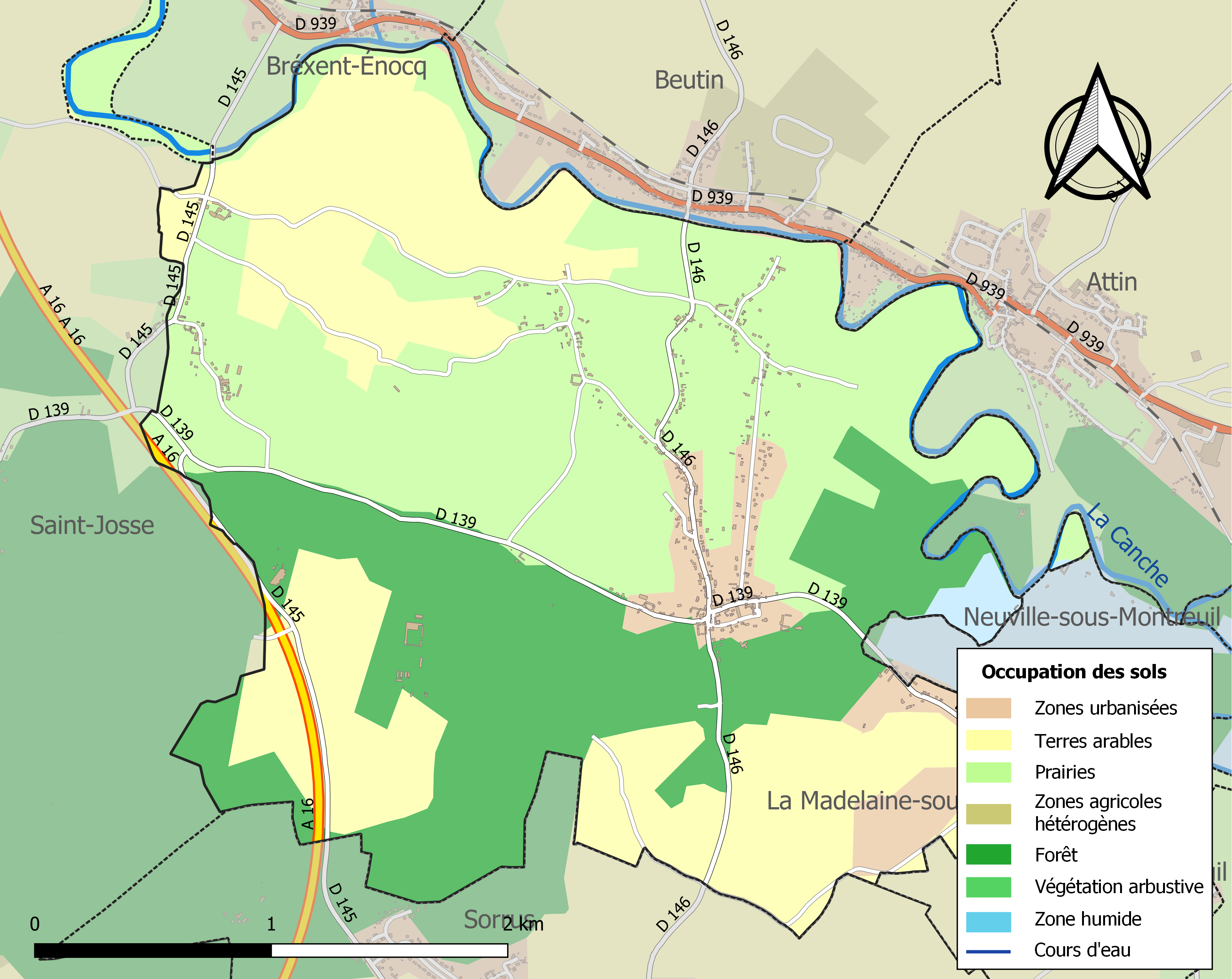
Carte des infrastructures et de l'occupation des sols de la commune en 2018 (CLC).

### Lieux-dits, hameaux et écarts
Sur le territoire communal, se trouvent :
- les hameaux : la Basse-Flaque, la Chapelle, le Coin-Gaillard, la Hayette, Monthuis, Valencendre et Vis-ès-Marais.
- le lieu-dit Hermeville.
- l'écart le Camp-l'Abbé[30].

Les hameaux de Vis-et-Marest et Montewis formaient sous l'Ancien Régime une unité fiscale distincte avant d'être absorbés par La Calotterie.

### Voies de communication et transports

#### Voies de communication
Le territoire communal est desservi par les routes départementales D 139 et D146 et est limitrophe, au nord, de la D 939 qui relie Cambrai et Le Touquet-Paris-Plage. Il est traversé, à l'ouest, par l'autoroute A16, baptisée L'Européenne, reliant le nord de la région parisienne à la frontière belge et dont la sortie no 26 est située à 6 km de la commune.

#### Transport ferroviaire
La commune se trouve à 5 km de la gare de Montreuil-sur-Mer, située sur la ligne de Saint-Pol-sur-Ternoise à Étaples, desservie par des trains TER Hauts-de-France.

### Risques naturels et technologiques

#### Risque inondation
À la suite du passage des tempêtes Ciarán, Domingos et Elisa et des inondations et coulées de boue qui se sont produites, la commune est reconnue, par arrêté du 14 novembre 2023, en état de catastrophe naturelle pour inondations et coulées de boue sur la période du 2 au 12 novembre 2023, comme 179 autres communes du département.

## Toponymie
Le nom de la localité est attesté sous les formes Longum Pratum (1042), Calloterie (1209), La Kaloterie (1275), Calotrie (1477), Calotherie (1522), Caleterye (1590), Callotery (1668), Calloterye (XVIIe siècle), La Calotterie (1789), La Calotterie depuis 1793 et 1801.
On constate que le nom initial de Longpré est remplacé dès le début du XIIIe siècle par celui de Calloterie qui est le nom personnalisé d’un domaine.
Sur le territoire de la commune, il est admis, depuis les années 1960, qu'aux lieux-dits Visemarets et Monthuis se trouvait le site du grand port germanique de Quentovic.

## Histoire
Les sources s'accordent pour affirmer que l'abbaye de Saint-Josse possédait une majeure partie des terres des bas-champs. En 1209, une charte du comte Guillaume II de Ponthieu utilise le terme de « Kaloterie ». Le nom du village ne s'est alors jamais fixé : entre 1209 et 1730, on dénombre onze orthographes différentes du terme. Toutefois, l'idée de nommer le village « La Calotterie » est alors fixée. Il dépendait de la juridiction de Montreuil : le mayeur et les échevins y exerçaient le droit seigneurial, ce qui revient à dire que le village payait les taxes et impôts seigneuriaux sans exemption. En outre, sur le territoire du village se situe Monthuys, une importante seigneurie indépendante possédée par la famille de Montawis. Cette seigneurie a traversé les siècles : le domaine de Monthuys existe toujours.
Un bon nombre de bourgeois et de nobles exerçant leurs activités à Montreuil, ont élu résidence à La Calotterie : notamment l'abbé Guillaume Martel dirigeant l'abbaye de Saint-Josse, Henri Claude Hurtrel conseiller du roi et seigneur de Valobert, les familles de Thubeauville et Van Cappel... Ainsi le village semble avoir quelque chose d'attirant, peut être sa stabilité économique, le calme ou le charme lié à la situation géographique qui sait ?
La commune, instituée lors de la Révolution française, absorbe, entre 1790 et 1794, celle de Vis-Et-Marest.
En 1851, à la suite d'un décret, les propriétaires fonciers dans la zone dite des Bas-Champs de la commune forment un syndicat de défense et pour l'assèchement avec les habitants de Saint-Josse, La Madelaine-sous-Montreuil, Cucq et Merlimont. Ce syndicat existe toujours.
En 1864, une épidémie de fièvre typhoïde s'est déclarée dans le village. Elle fut combattue par le docteur Cailleux de Montreuil qui avertit alors l'Académie nationale de médecine. Trente ans plus tard, en octobre 1894, ce sont les inondations qui affaiblissent le village. Le niveau de l'eau est monté si vite que la voie ferrée entre Aire-sur-la-Lys et Berck (Pas-de-Calais), tout comme celle entre Saint-Omer (Pas-de-Calais) et Boulogne-sur-Mer ont été emportées. Face aux dégâts considérables dans l'arrondissement, des détachements militaires, issus des régiments locaux, sont envoyés pour aider au sauvetage.
En 1905, le village connaît un incident qui se reproduit dans un grand nombre de communes de France. Le gouvernement Émile Combes mène une politique anticléricale et impose l'inventaire des biens du clergé à l'ensemble des paroisses de France. À La Calotterie, l'abbé Edmond Joffreau s'y oppose, assisté du châtelain, Henri de Longeville. Les deux hommes se barricadent dans l'église, les gendarmes enfoncent la porte. Les Calotterois soutiennent le prêtre et le châtelain mais ils ne peuvent s'opposer aux forces de l'ordre arrivées en renfort. La querelle des inventaires se termine ainsi.
Au début du XXe siècle, les villageois n'ont pas abandonné la vocation maraîchère du village, permise par sa terre riche en minéraux. On estime à une trentaine le nombre de producteurs de légumes et de fruits qui alimentent les marchés d'Étaples, Montreuil et de Le Touquet-Paris-Plage. Ainsi, l'élevage, la céréaliculture et le maraîchage ont été les principales activités des Calotterois grâce aux terres de Bas-Champs et aux pâturages verdoyants.
La population a été fortement touchée par la Première Guerre mondiale : tous les hommes non-exemptés par le conseil de révision sont mobilisés. Le village et celui de La Madelaine-sous-Montreuil ont perdu 26 habitants tués ou disparus. Les deux villages sont endeuillés et les récoltes de 1918 sont « catastrophiques » selon une délibération du conseil municipal. La municipalité met tout en œuvre pour soulager les familles touchées sans oublier les « glorieux morts » : le maire accorde aux plus démunies, des allocations prélevées sur les caisses municipales.
La population voit l'arrivée d'une main d’œuvre polonaise dans les années d'entre-deux-guerres. Mais les années 1920 sont difficiles : les récoltes ne sont toujours pas bonnes. Un manque de bras lié aux pertes, aux réquisitions militaires très lourdes jusqu'à la fin du conflit et surtout une forte demande de la part des autorités après l'armistice de 1918 en céréales et en légumineuses : les réquisitions ne se sont pas arrêtées.
En 1939, les Calotterois sont de nouveau mis à contribution. Les plus jeunes sont mobilisés et quittent au fur et à mesure le village. Les réquisitions reviennent. Cette fois, les logements disponibles sont répertoriés en novembre 1939. Jusqu'au début du mois de mai 1940, les habitants comme ceux de Sorrus logent les hommes du 8e groupe de reconnaissance de division d'infanterie (8e G.R.D.I.) car Montreuil devient le siège des états-majors. La vieille cité est investie le 20 mai 1940 par les avant-gardes de Guderian. Les soldats allemandes appartenant à la 45. Infanterie-Division s'installent à La Calotterie : le château de la famille Siriez de Longeville devient un centre de commandement. Les soldats allemands sont des sapeurs du génie pour la plupart réservistes. Le contact avec la population est relativement bon : certains soldats sont eux-mêmes agriculteurs ou maraîchers. Mais des tensions existent liées au patriotisme des Calotterois(es) qui ont servi dans les tranchées vingt-ans auparavant ou qui ont perdu des membres de leur famille. Face au sabotage des lignes téléphoniques, les Allemands après avoir arrêté cinq hommes (Anquez Robert, Caquelot Marcel, Saison Lucien, Dekedele Jean, De Longeville Georges) de la commune le 5 août 1941, exigent que les habitants forment une garde des lignes de communications jours et nuits. Ce travail est pénible, il désorganise le travail agricole tout comme les lourdes réquisitions de lait et de céréales. Les rapports de la gendarmerie montrent que les quotas imposés ne sont pas respectés : les paysans sont « saignés » par l'occupant.
Montreuil est libérée le 4 septembre 1944 par l'armée canadienne. Cette libération est accueillie avec soulagement. Des actes d'épuration sauvage ont eu lieu sur la place du village. Tout acte de sympathie avec les soldats allemands se paie très cher. Les prisonniers reviennent au compte-goutte, très affaiblis. En novembre 1945, les agriculteurs propriétaires et exploitants se réunissent pour former l'association des sinistrés. Enregistrée à la sous-préfecture de Montreuil (Pas-de-Calais), cette association, dont le siège se situe à la mairie, a pour but de défendre les intérêts agricoles des Calotterois lésés par l'occupant. Ainsi, des chevaux sont attribués aux cultivateurs qui avaient du céder les leurs.

### Valencendre
Valencendre est un hameau de La Calotterie, situé à l'ouest de la commune. Son nom signifierait Val-en-Cendre pour faire référence, selon la tradition, à sa destruction en 842 lors des invasions vikings.
Plusieurs vestiges y ont été retrouvés :
- vers 1789, des débris d'objets de marine (débris de navires, ancres) dans des terrains tourbeux près de Vise-Marais, autre hameau de La Calotterie
- en 1816, deux tombeaux en pierre blanche de Marquise avec des ossements et des antiquités perdues depuis
- en 1280, des poteries, vases, tuyaux (d'aqueduc ?)
- en 1840, une figurine : Vénus aux mamelles (pourrait être une Vénus anadyomène datant de l'époque gallo-romaine)
- en 1848, des ossements, un fer de lance, une amphore contenant le squelette d'un enfant[38].

### Vise-Marais
Vise-Marais est un autre hameau de La Calotterie. Des fouilles effectuées au XIXe siècle ont permis d'y retrouver de très nombreux vestiges d'ordre militaire (squelettes humains, os de chevaux, objets militaires divers), laissant augurer qu'un combat s'y est livré.

## Politique et administration

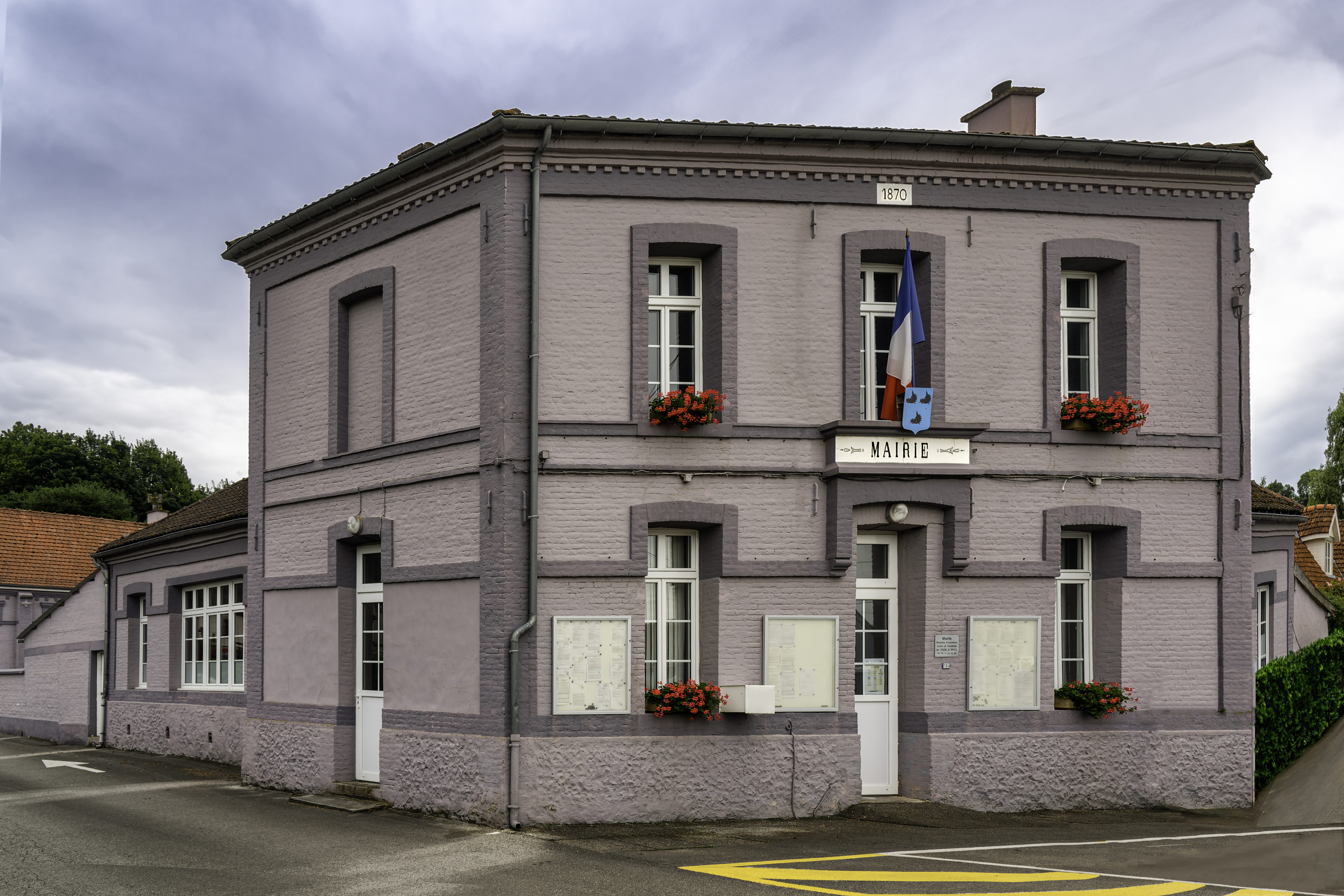
La mairie.

### Découpage territorial
La commune se trouve dans l'arrondissement de Montreuil du département du Pas-de-Calais.

#### Commune et intercommunalités
La commune faisait partie de la communauté de communes du Montreuillois, créée fin 2001, et qui regroupait 10 331 habitants en 1999.
Dans le cadre des dispositions de la loi portant nouvelle organisation territoriale de la République (Loi NOTRe) du 7 août 2015, qui prévoit que les établissements publics de coopération intercommunale (EPCI) à fiscalité propre doivent avoir un minimum de 15 000 habitants, cette intercommunalité fusionne avec la communauté de communes Opale sud et la communauté de communes mer et terres d'Opale pour former, le 1er janvier 2017, la communauté d'agglomération des Deux Baies en Montreuillois (CA2BM), dont la commune est désormais membre. Cette communauté d'agglomération des Deux Baies en Montreuillois regroupe 46 communes et totalise 65 760 habitants en 2021.

#### Circonscriptions administratives
La commune faisait partie depuis 1801 du canton de Montreuil. Dans le cadre du redécoupage cantonal de 2014 en France, elle intègre le canton de Berck.

#### Circonscriptions électorales
Pour l'élection des députés, elle fait partie depuis 1986 de la quatrième circonscription du Pas-de-Calais.

### Élections municipales et communautaires

#### Liste des maires
| Période   | Période                       | Identité                                    | Étiquette | Qualité                                                                                  |
| --------- | ----------------------------- | ------------------------------------------- | --------- | ---------------------------------------------------------------------------------------- |
| 1820      | 1841                          | Charles d'Acary de la Rivière (1773 - 1863) |           | Rentier                                                                                  |
| 1841      | 1846                          | François Dutot                              |           | Cultivateur                                                                              |
| 1846      | 1856                          | François Siriez de Longeville               |           | Rentier                                                                                  |
| 1856      | 1876                          | Louis Dinielle                              |           | Cultivateur                                                                              |
| 1876      | 1896                          | Henri Lapierre                              |           | Cultivateur                                                                              |
| 1896      | 1904                          | Charles Duminy                              |           | Cultivateur                                                                              |
| 1904      | 1912                          | Gustave Anquez dit « Victor » (1856-1945)   |           | Cultivateur                                                                              |
| 1912      | 1918                          | Henry Siriez de Longeville (1876 - 1918)    |           | Rentier, Mort pour la France le 12 avril 1918.                                           |
| 1919      | 1941                          | Charles Duminy (1864 - 1957)                |           | Cultivateur                                                                              |
| 1941      | 1945                          | Gaston Colin                                |           |                                                                                          |
| 1945      | 1957                          | Charles Duminy (1864 - 1957)                |           | Cultivateur, Chevalier de la Légion d'honneur à titre civil Chevalier du Mérite agricole |
| 1957      | 1970                          | Jean van Cappel de Prémont                  |           | Rentier Chevalier de la Légion d'honneur à titre militaire, Croix de guerre 1914-1918    |
| 1971      | 1983                          | René Saison (1921 - 1985)                   |           | Entrepreneur                                                                             |
| 1983      | 1989                          | Lucien Mordacq                              |           | Cultivateur                                                                              |
| 1989      | 2001                          | Claude Saison                               |           |                                                                                          |
| mars 2001 | mai 2020                      | Jean Lebas,                                 |           | Retraité du domaine de l’industrie                                                       |
| mai 2020  | En cours (au 2 décembre 2020) | Franck Leurette                             |           | Fonctionnaire                                                                            |

## Équipements et services publics

### Enseignement
Le village est en mesure d'accueillir les écoliers d'âge scolaire élémentaire. L'école primaire, située derrière la mairie, fait partie d'un regroupement pédagogique (RP).

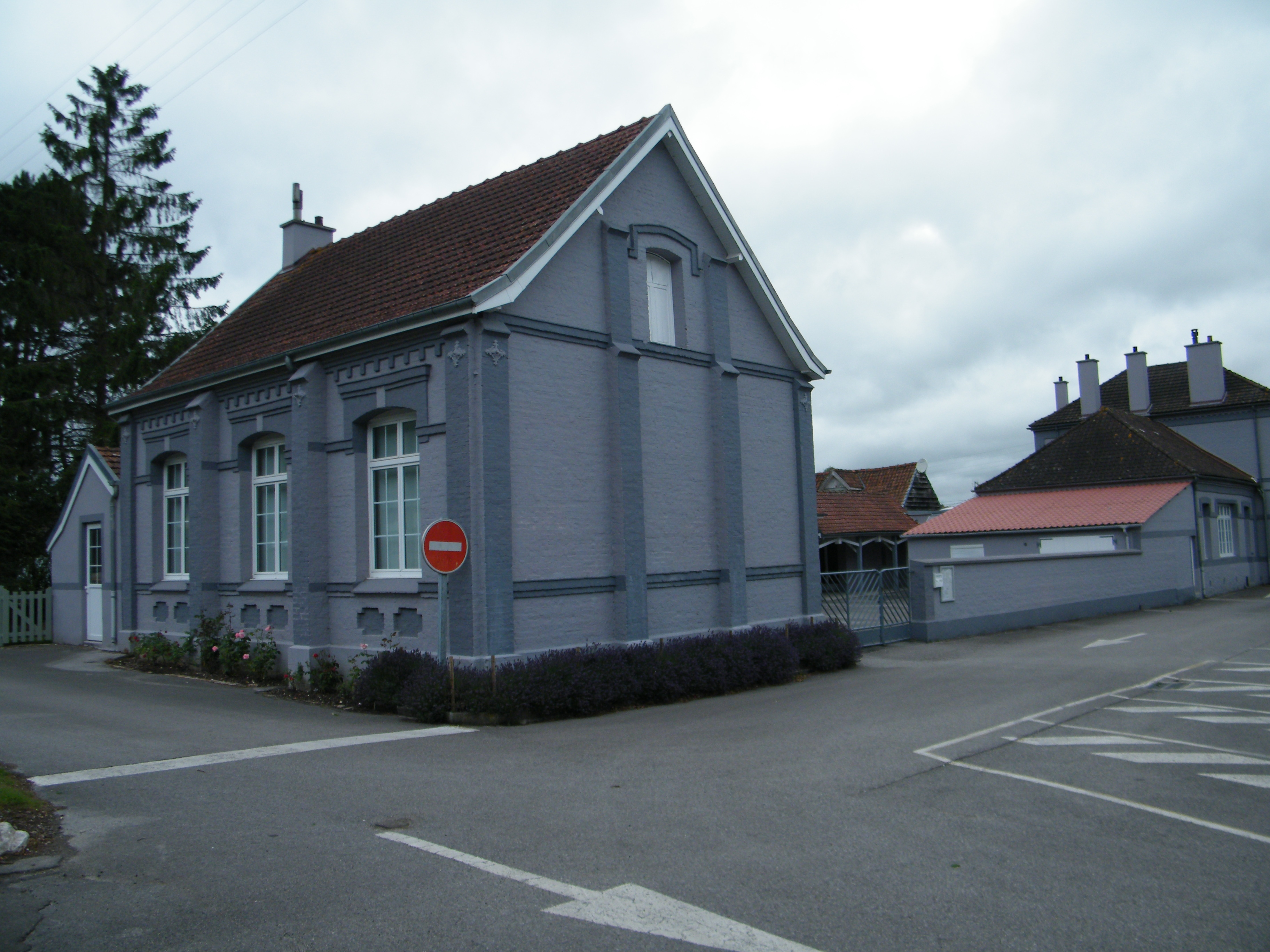
L'école, vue extérieure.
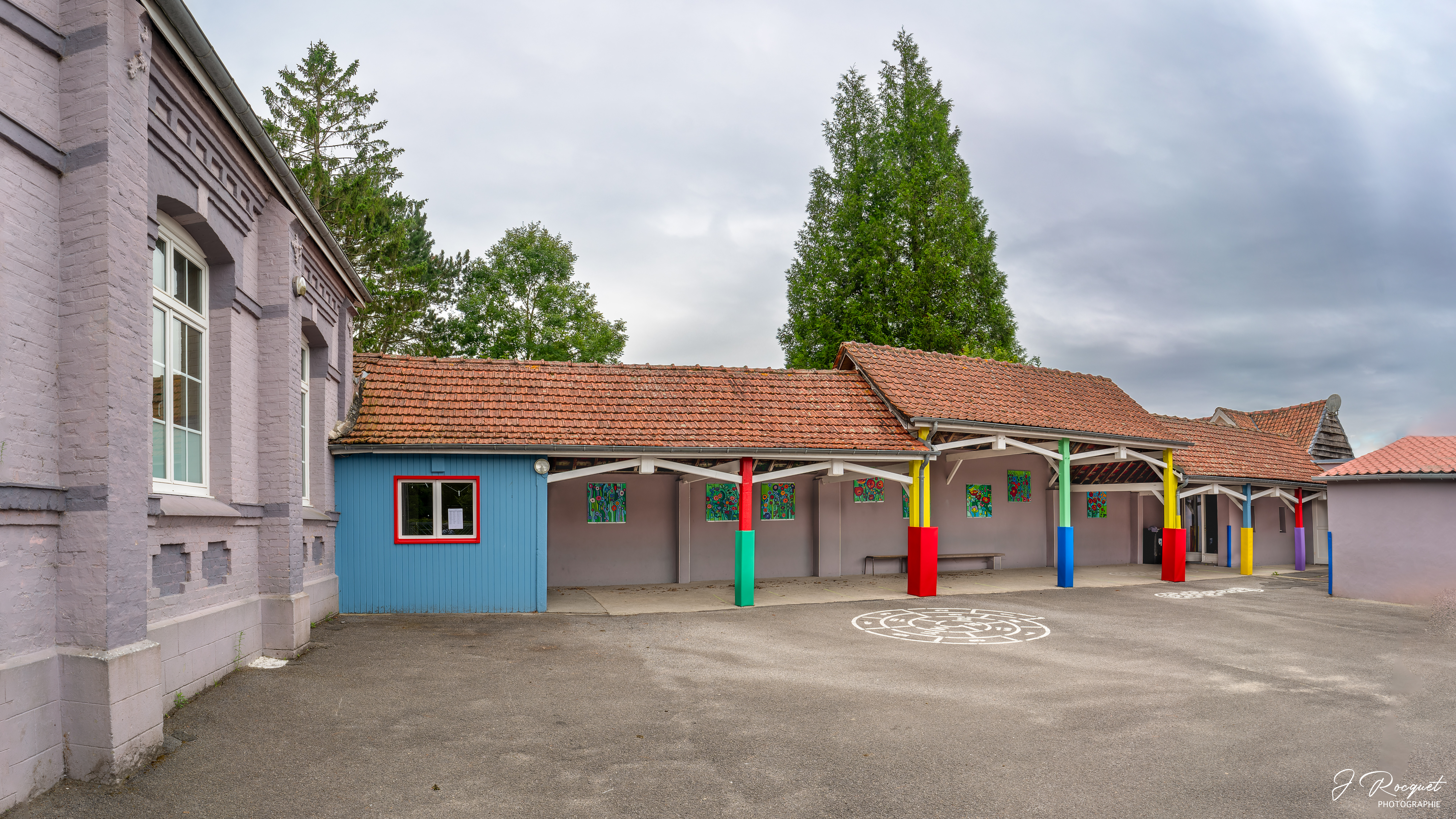
L'école, vue intérieure.

### Justice, sécurité, secours et défense
La commune dépend du tribunal de proximité de Montreuil, du conseil de prud'hommes de Boulogne-sur-Mer, du tribunal judiciaire de Boulogne-sur-Mer, de la cour d'appel de Douai, du tribunal de commerce de Boulogne-sur-Mer, du tribunal administratif de Lille, de la cour administrative d'appel de Douai et du tribunal pour enfants de Boulogne-sur-Mer.

## Population et société

### Démographie
Les habitants de la commune sont appelés les Calotterois.

#### Évolution démographique
L'évolution du nombre d'habitants est connue à travers les recensements de la population effectués dans la commune depuis 1793. Pour les communes de moins de 10 000 habitants, une enquête de recensement portant sur toute la population est réalisée tous les cinq ans, les populations de référence des années intermédiaires étant quant à elles estimées par interpolation ou extrapolation. Pour la commune, le premier recensement exhaustif entrant dans le cadre du nouveau dispositif a été réalisé en 2005.

En 2022, la commune comptait 586 habitants, en évolution de −9,29 % par rapport à 2016 (Pas-de-Calais : −0,72 %, France hors Mayotte : +2,11 %).
| 1793 | 1800 | 1806 | 1821 | 1831 | 1836 | 1841 | 1846 | 1851 |
| ---- | ---- | ---- | ---- | ---- | ---- | ---- | ---- | ---- |
| 397  | 346  | 391  | 469  | 486  | 496  | 491  | 459  | 482  |

| 1856 | 1861 | 1866 | 1872 | 1876 | 1881 | 1886 | 1891 | 1896 |
| ---- | ---- | ---- | ---- | ---- | ---- | ---- | ---- | ---- |
| 477  | 447  | 441  | 460  | 456  | 436  | 438  | 489  | 471  |

| 1901 | 1906 | 1911 | 1921 | 1926 | 1931 | 1936 | 1946 | 1954 |
| ---- | ---- | ---- | ---- | ---- | ---- | ---- | ---- | ---- |
| 491  | 478  | 443  | 420  | 357  | 400  | 385  | 372  | 340  |

| 1962 | 1968 | 1975 | 1982 | 1990 | 1999 | 2005 | 2006 | 2010 |
| ---- | ---- | ---- | ---- | ---- | ---- | ---- | ---- | ---- |
| 355  | 332  | 357  | 401  | 550  | 559  | 601  | 600  | 645  |

| 2015 | 2020 | 2022 | - | - | - | - | - | - |
| ---- | ---- | ---- | - | - | - | - | - | - |
| 649  | 599  | 586  | - | - | - | - | - | - |

#### Pyramide des âges
En 2018, le taux de personnes d'un âge inférieur à 30 ans s'élève à 31,1 %, soit en dessous de la moyenne départementale (36,7 %). À l'inverse, le taux de personnes d'âge supérieur à 60 ans est de 30,5 % la même année, alors qu'il est de 24,9 % au niveau départemental.
En 2018, la commune comptait 307 hommes pour 321 femmes, soit un taux de 51,11 % de femmes, légèrement inférieur au taux départemental (51,5 %).
Les pyramides des âges de la commune et du département s'établissent comme suit.
| Hommes | Classe d’âge | Femmes |
| ------ | ------------ | ------ |
| 0,3    | 90 ou +      | 0,7    |
| 5,1    | 75-89 ans    | 6,9    |
| 24,9   | 60-74 ans    | 23,2   |
| 22,5   | 45-59 ans    | 19,6   |
| 17,4   | 30-44 ans    | 17,3   |
| 11,6   | 15-29 ans    | 11,8   |
| 18,1   | 0-14 ans     | 20,6   |

| Hommes | Classe d’âge | Femmes |
| ------ | ------------ | ------ |
| 0,5    | 90 ou +      | 1,6    |
| 5,6    | 75-89 ans    | 8,9    |
| 16,7   | 60-74 ans    | 18,1   |
| 20,2   | 45-59 ans    | 19,2   |
| 18,9   | 30-44 ans    | 18,1   |
| 18,2   | 15-29 ans    | 16,2   |
| 19,9   | 0-14 ans     | 17,9   |

### Sports et loisirs
Chaque année se déroule le « trail du Blanc Pignon » (15e édition en février 2023), organisé par l'omnisport de la Calotterie. il est composé, au choix, d'un 10 km, d'un 15 km, d'un 30 km et d'une randonnée pédestre de 10 km en marche ou marche nordique.

## Culture locale et patrimoine

### Lieux et monuments
- L'église Saint-Firmin a la particularité de posséder deux espaces réservés. Une chapelle au sud appartenant à la famille Van Cappel de Prémont et la chapelle au nord à la famille Siriez de Longeville.

L'église a fait l'ojet de plusieurs rénovations, aménagements et ajouts. Son chœur, de style gothique flamboyant, date du XVIe siècle, alors que la nef, plus simple datant de la fin du XIXe siècle, est construite sur un soubassement en silex assez typique dans la région. Les vitraux, installés dans les années 1880, furent réalisés par les maîtres verriers Latteux-Bazin. Dans l'église figure également une statue (non datée), sans grande valeur historique mais assez curieuse, de Sainte Catherine avec, aux pieds, le crâne de l'empereur à l'origine de son martyr selon la légende.

Vues extérieures.
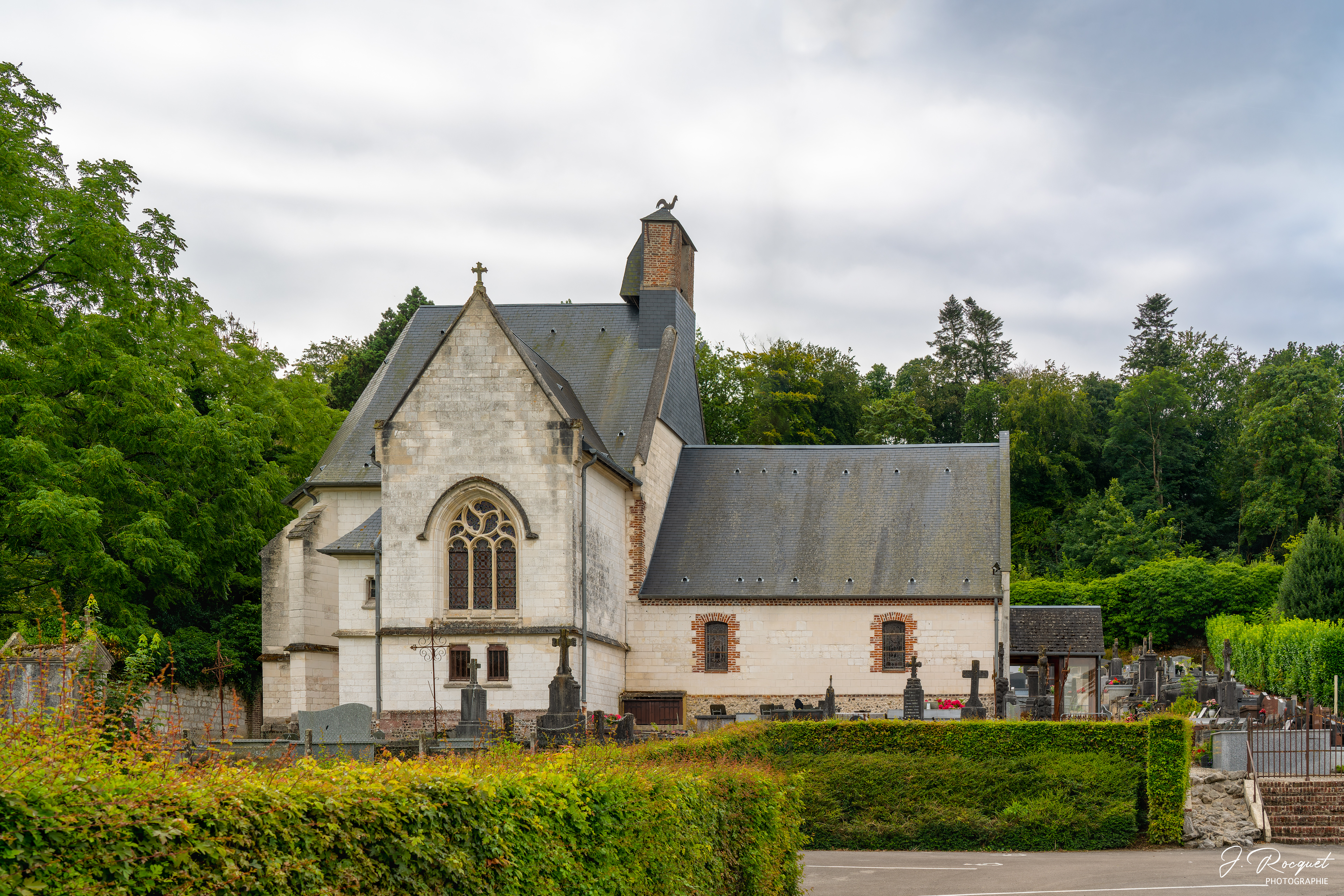
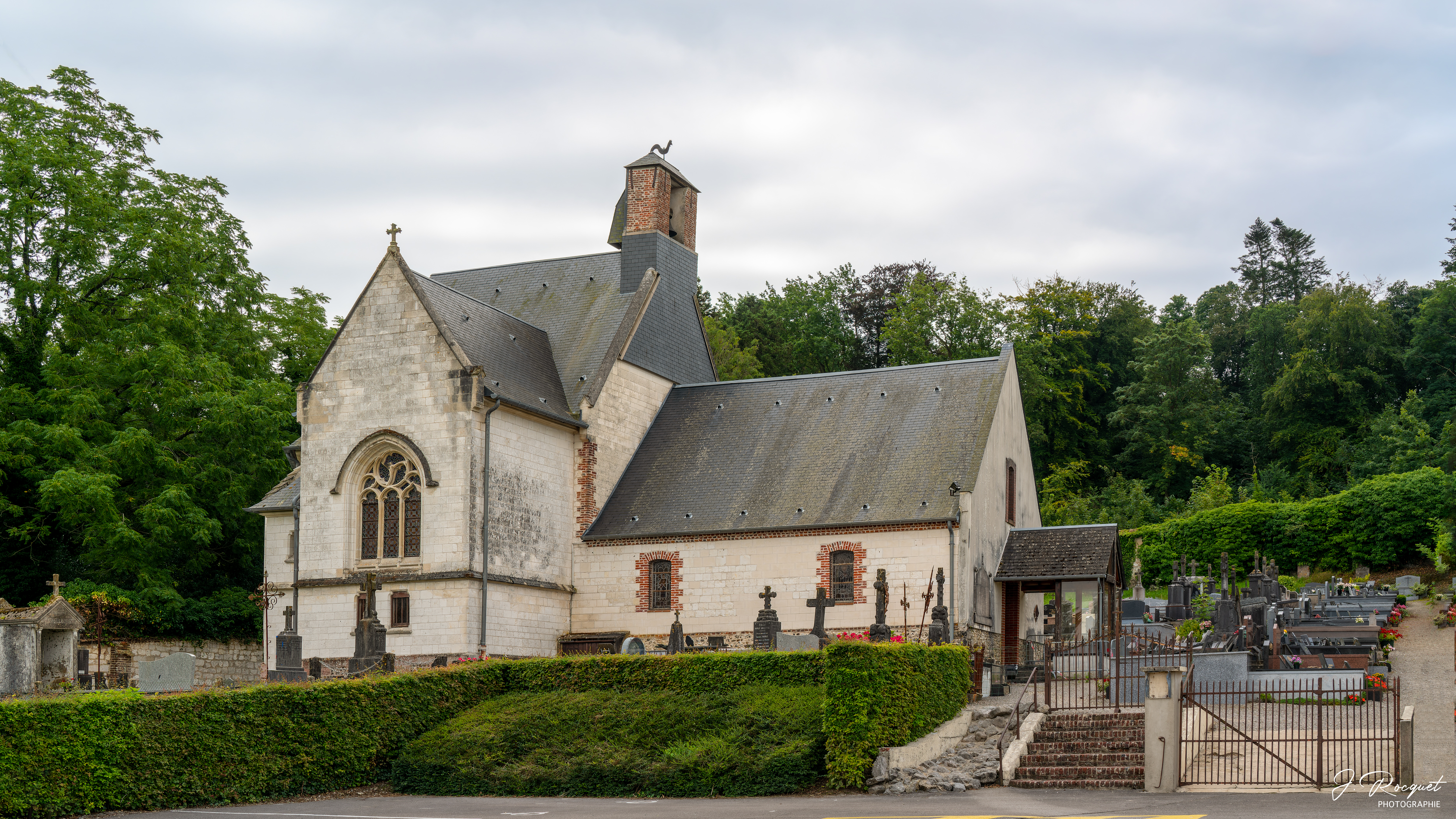
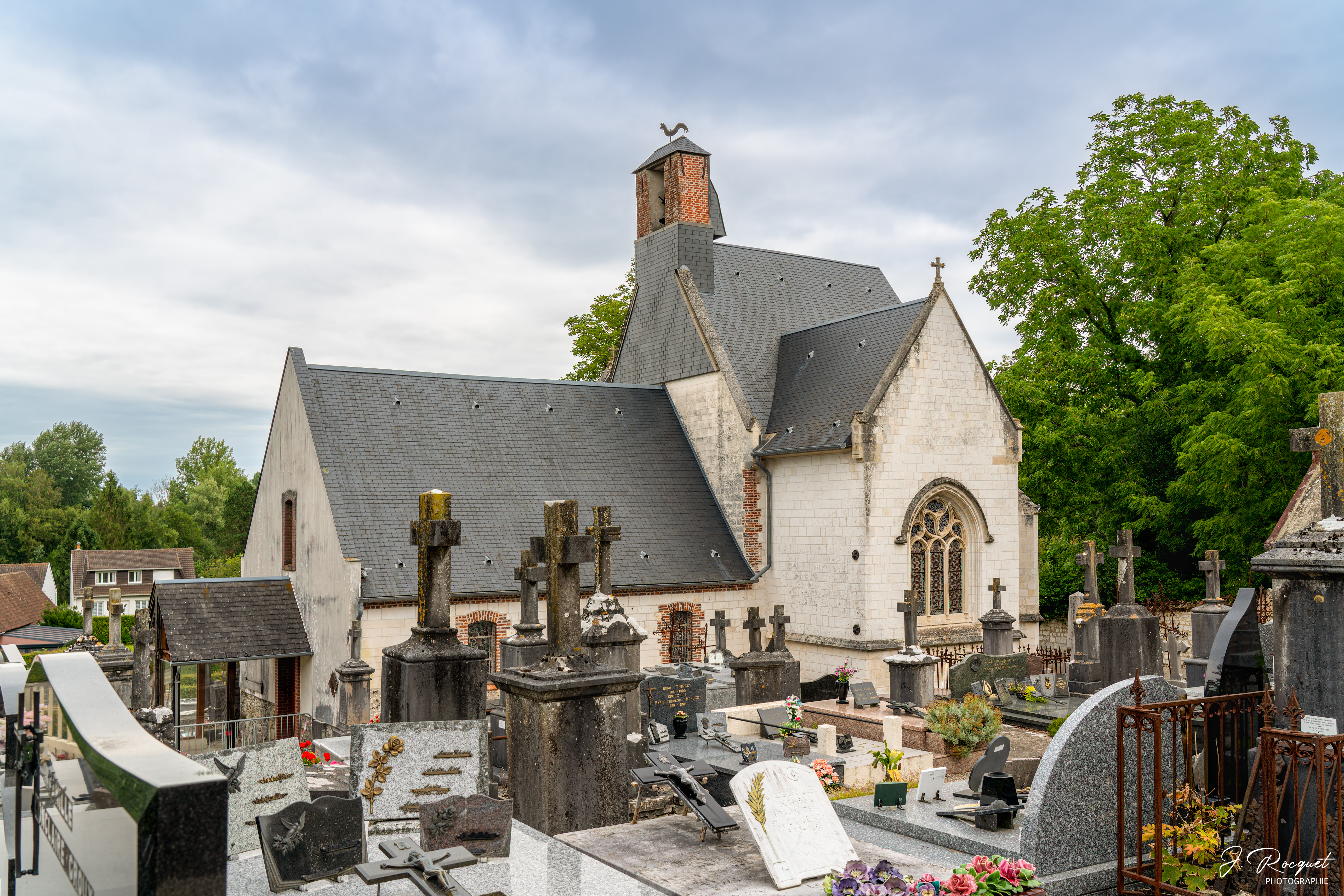
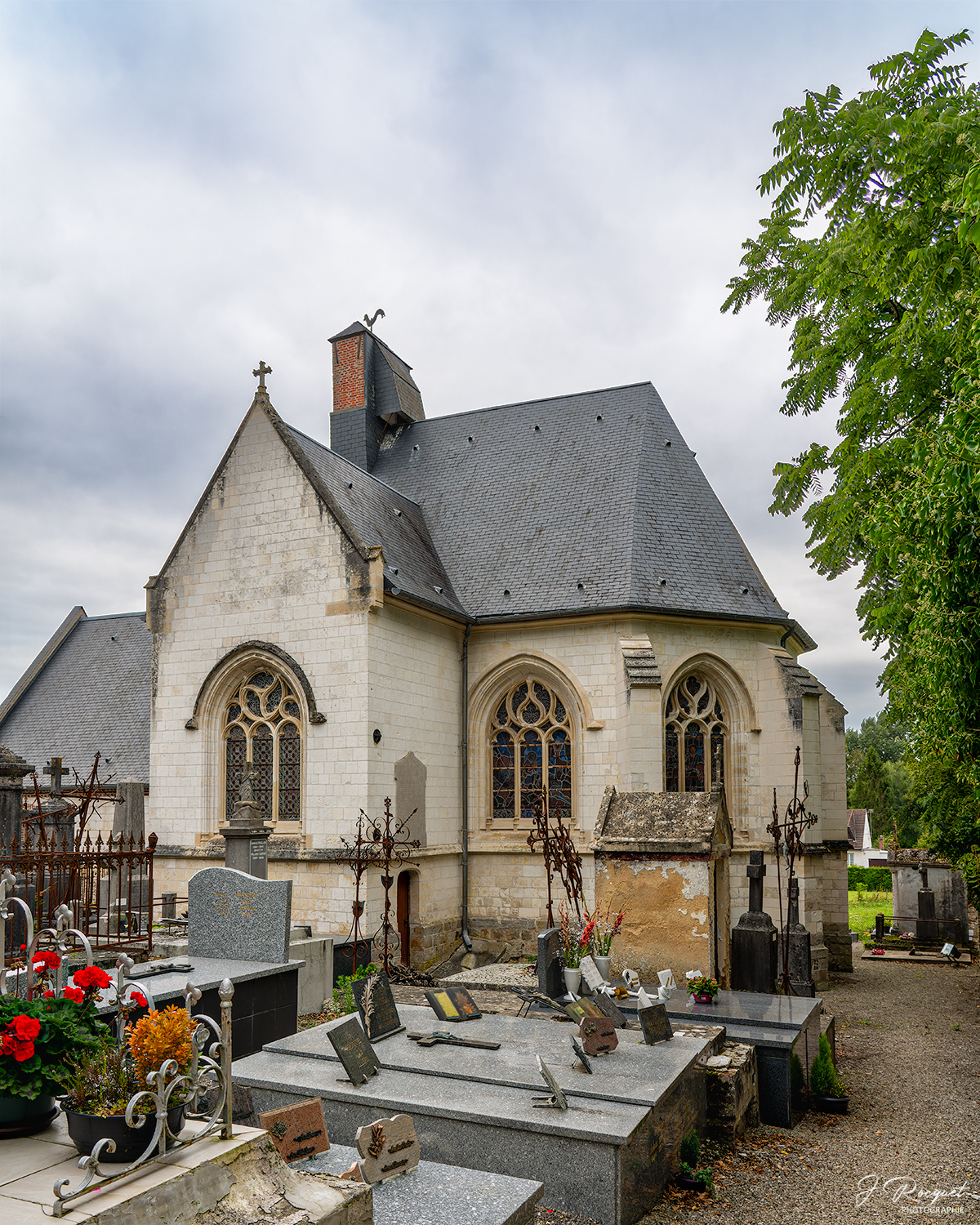

Les vitraux du chœur.
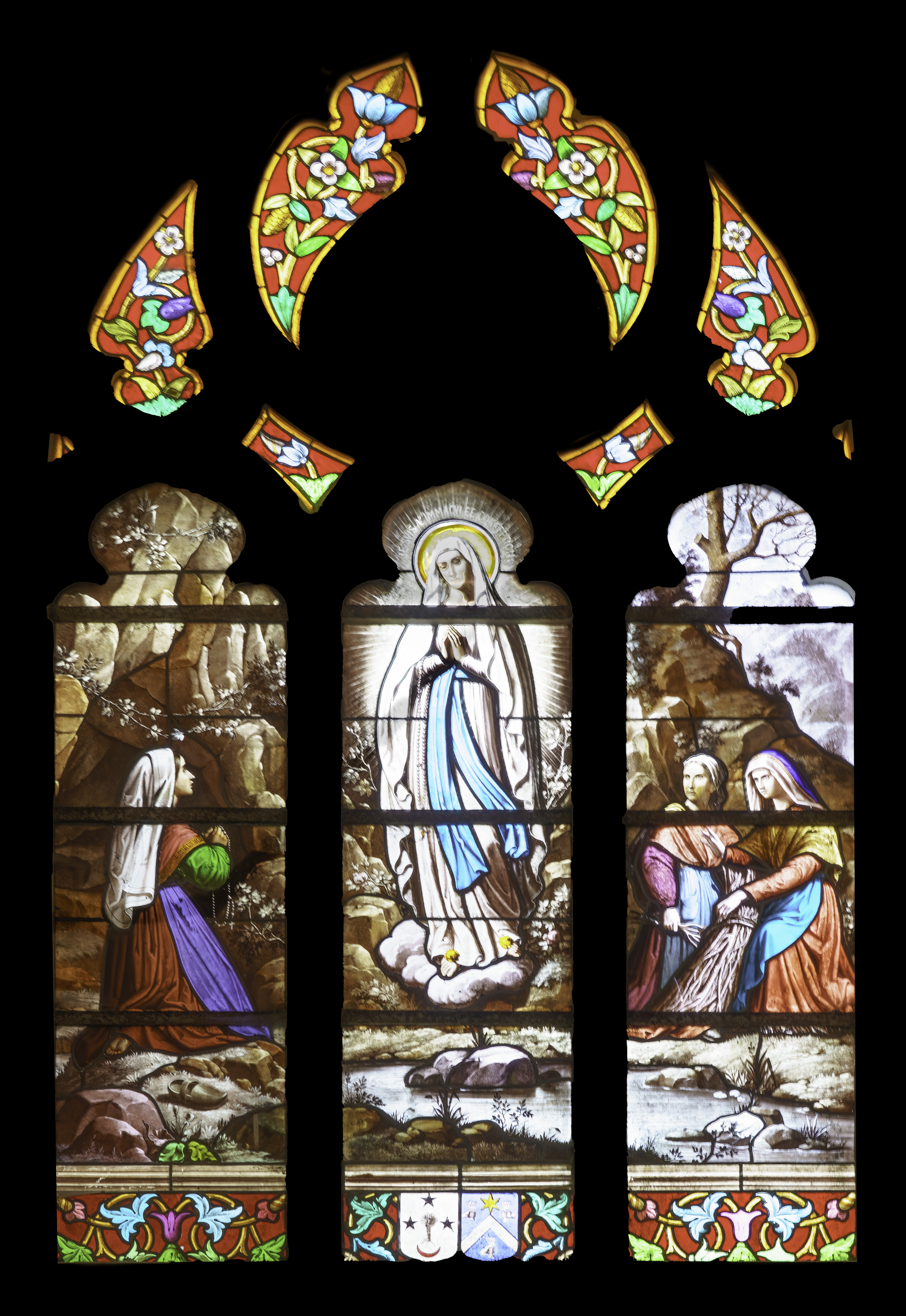
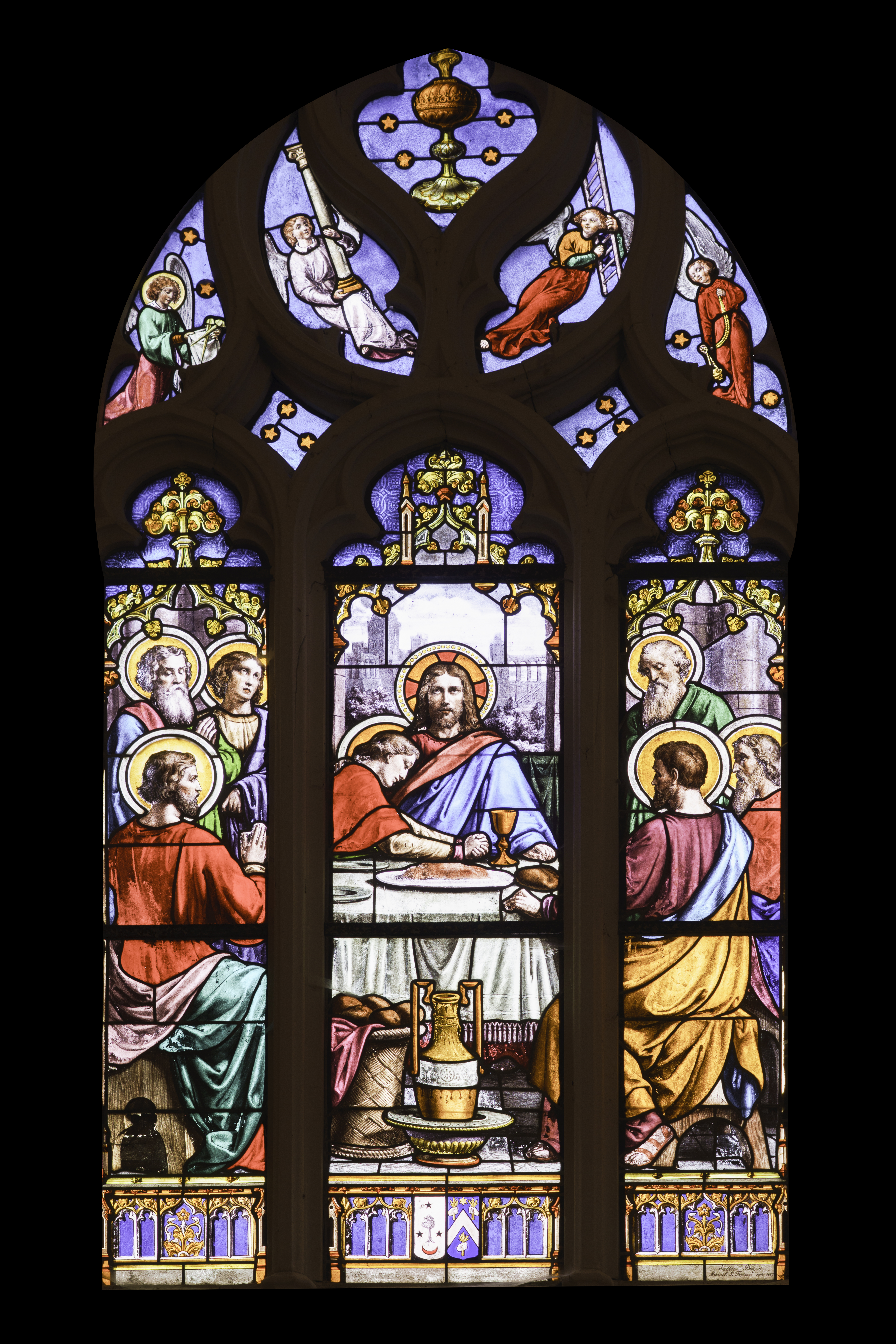
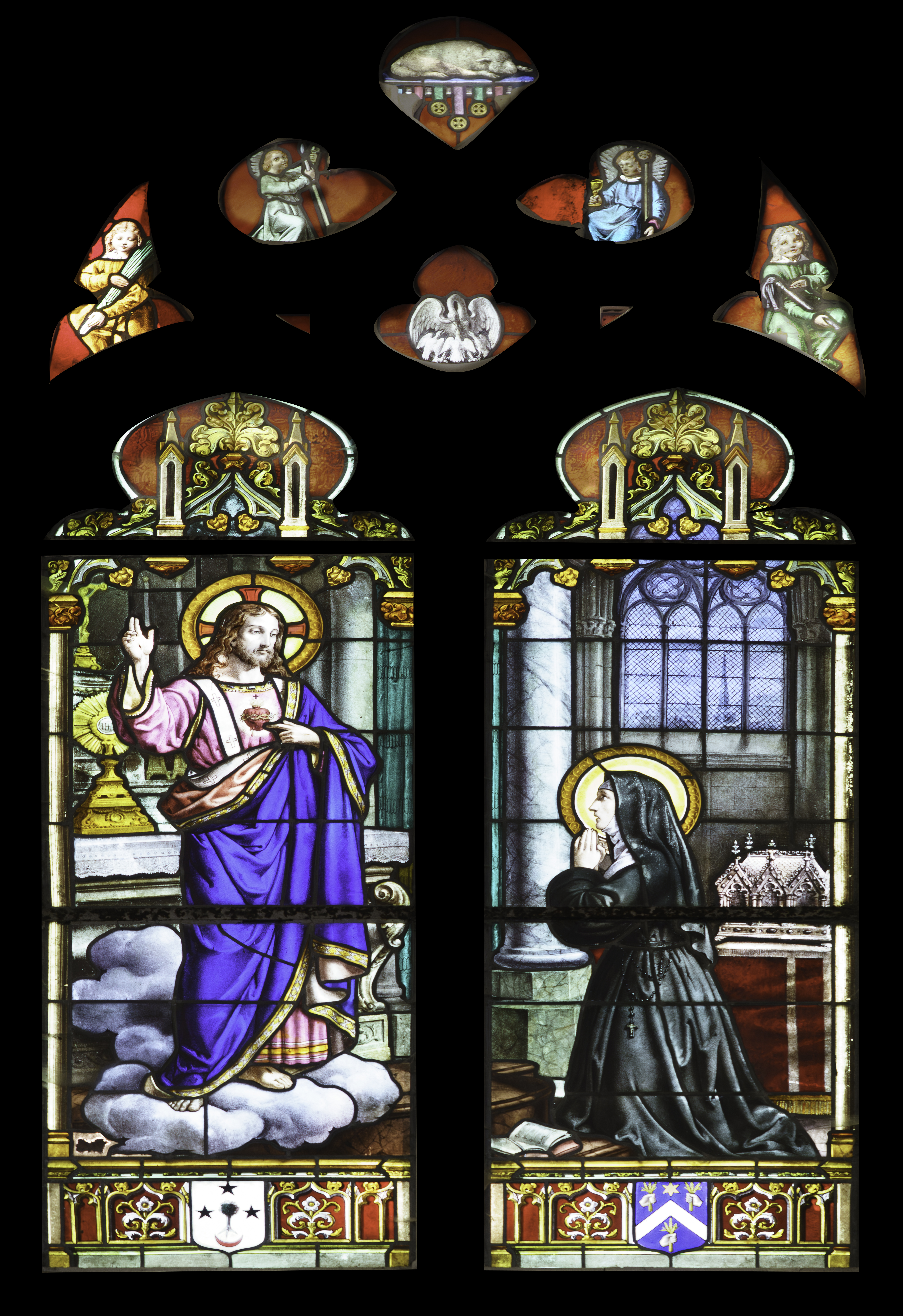
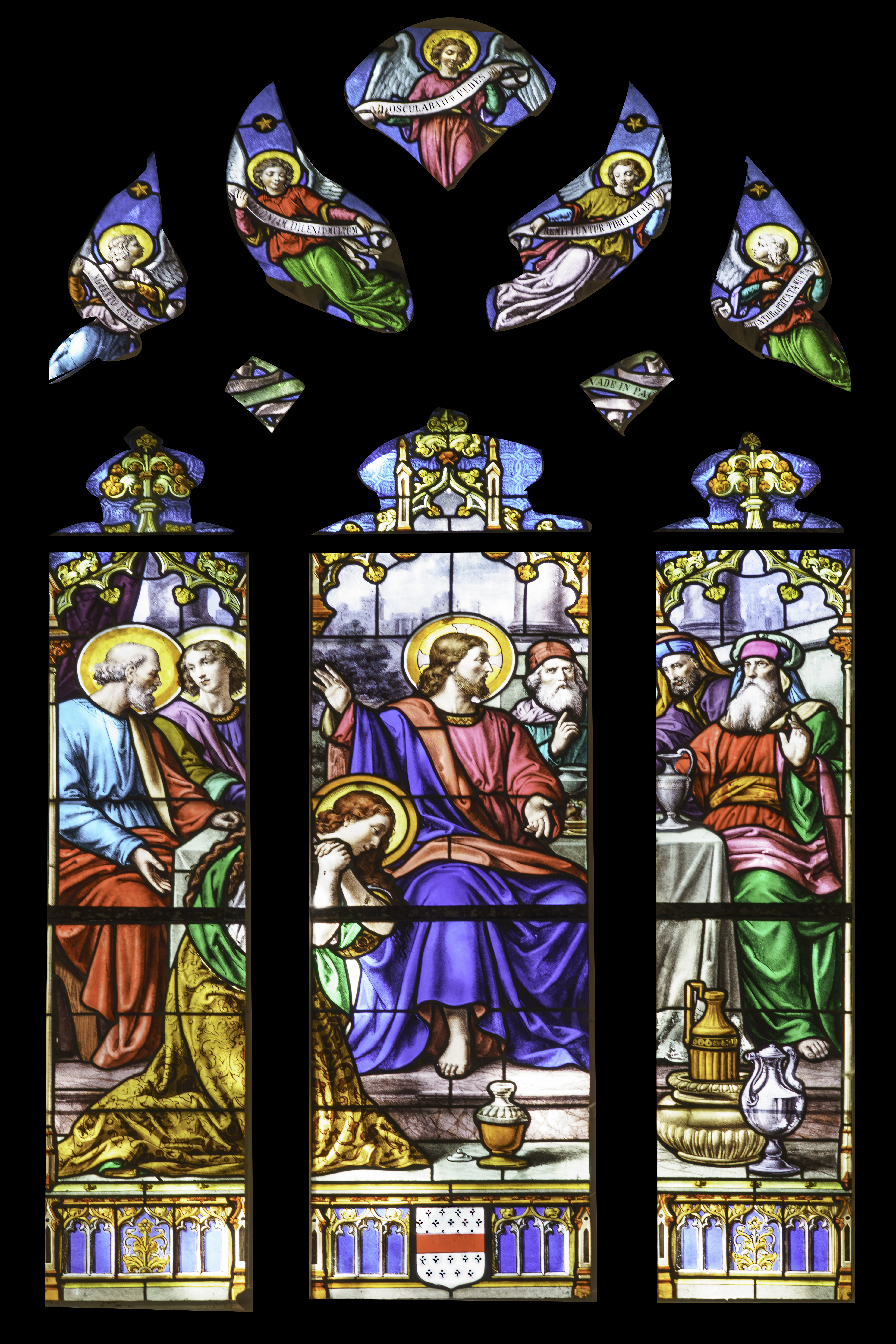
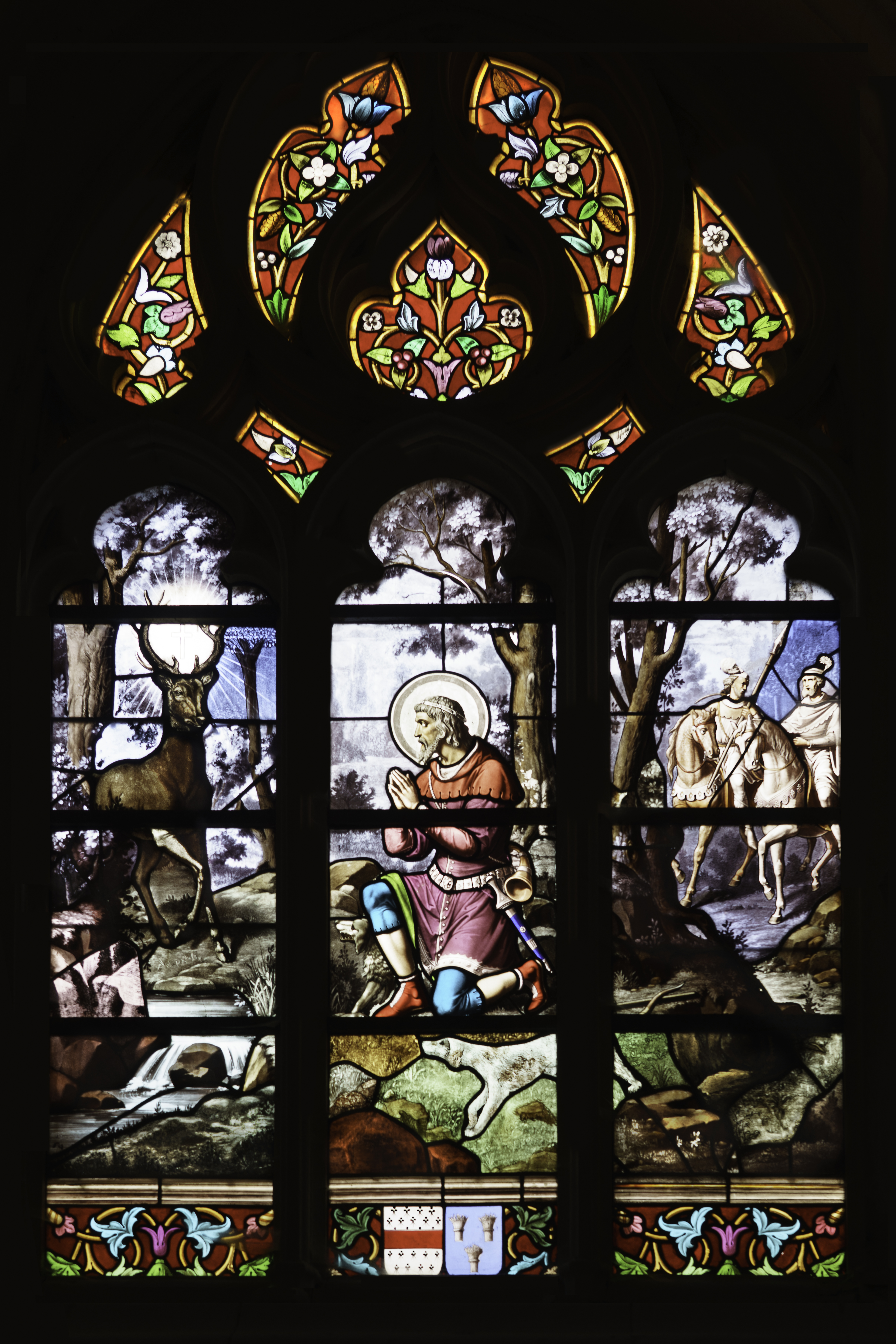

Les vitraux de la nef et la statue.
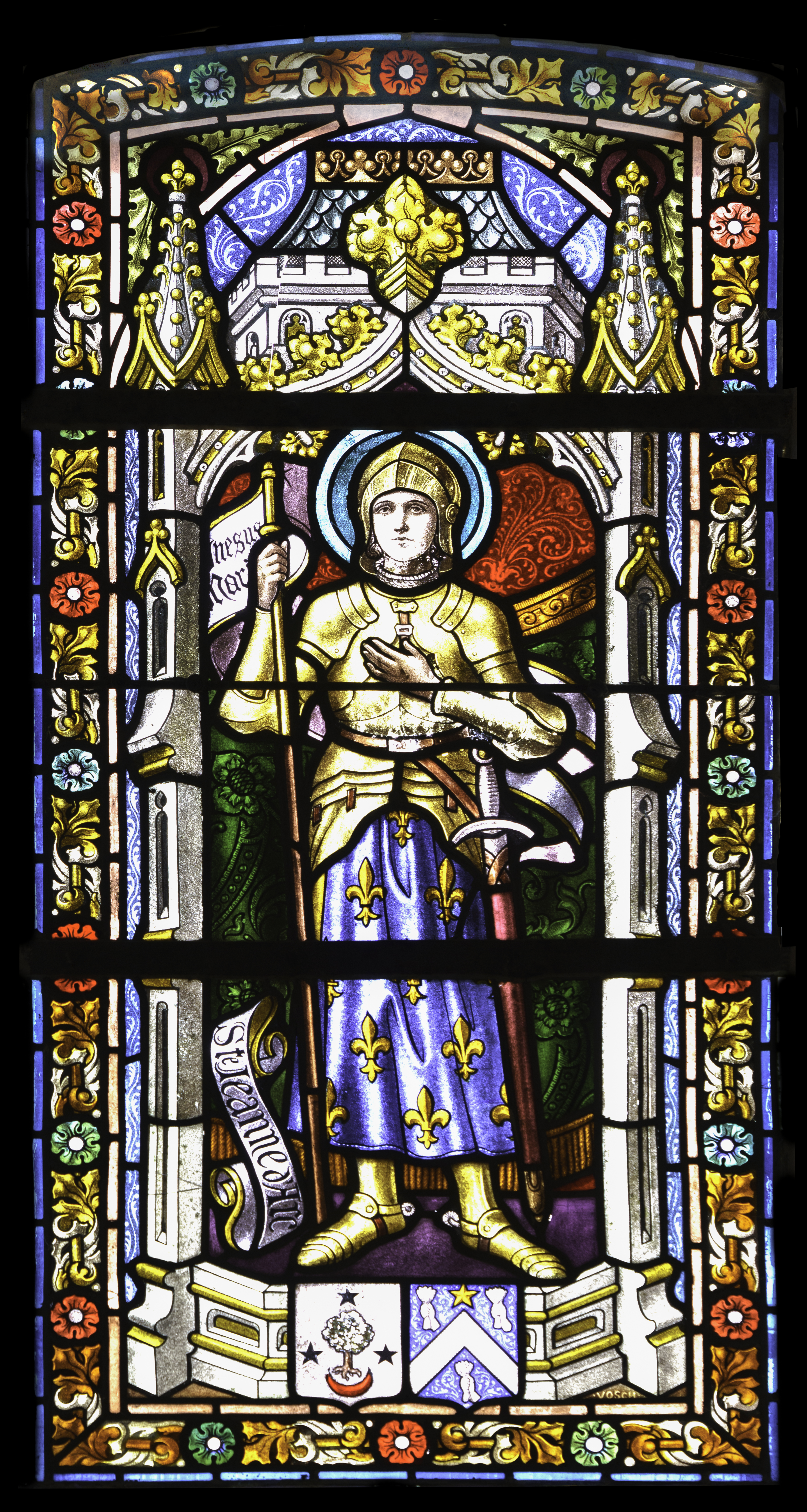
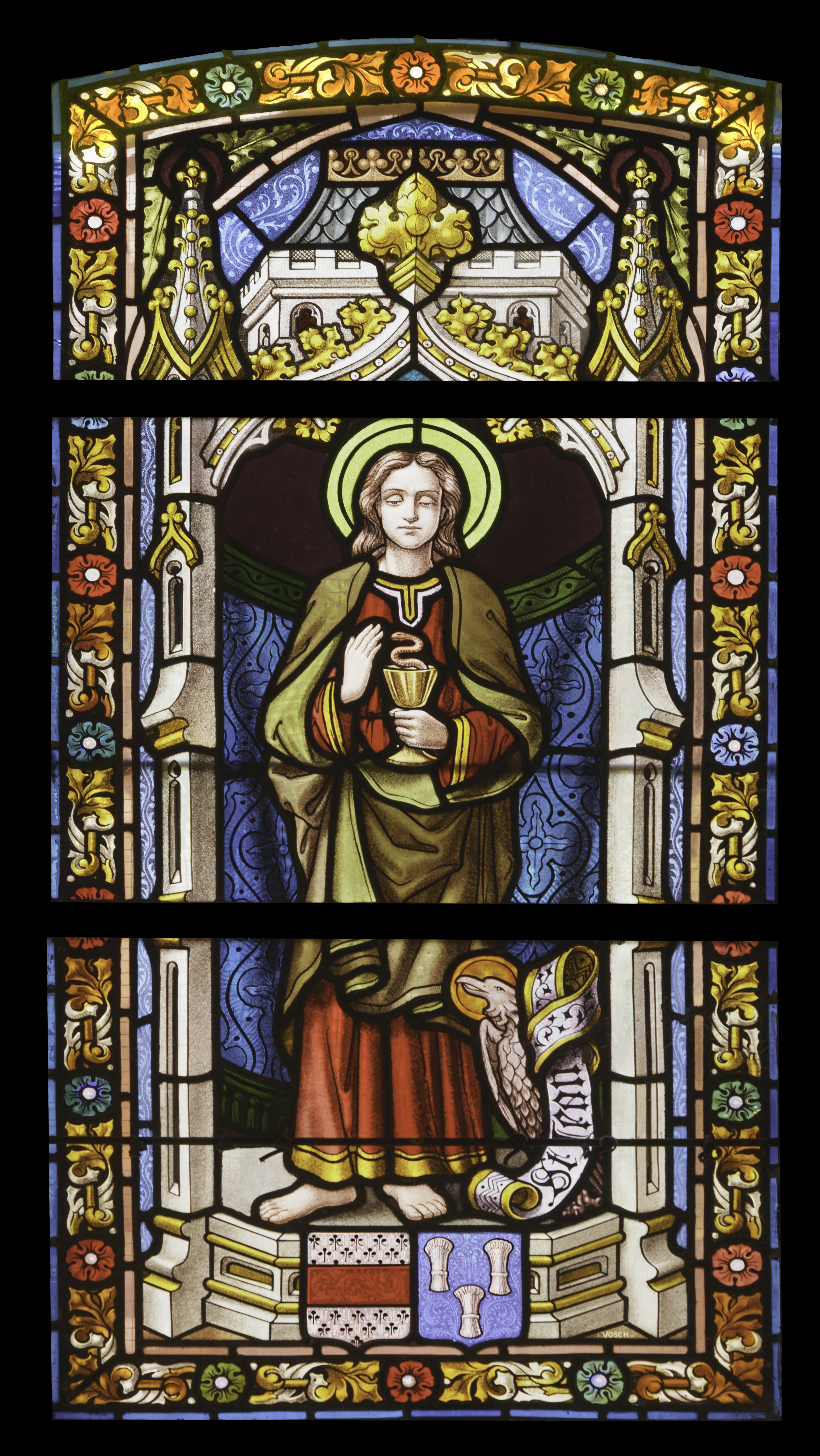
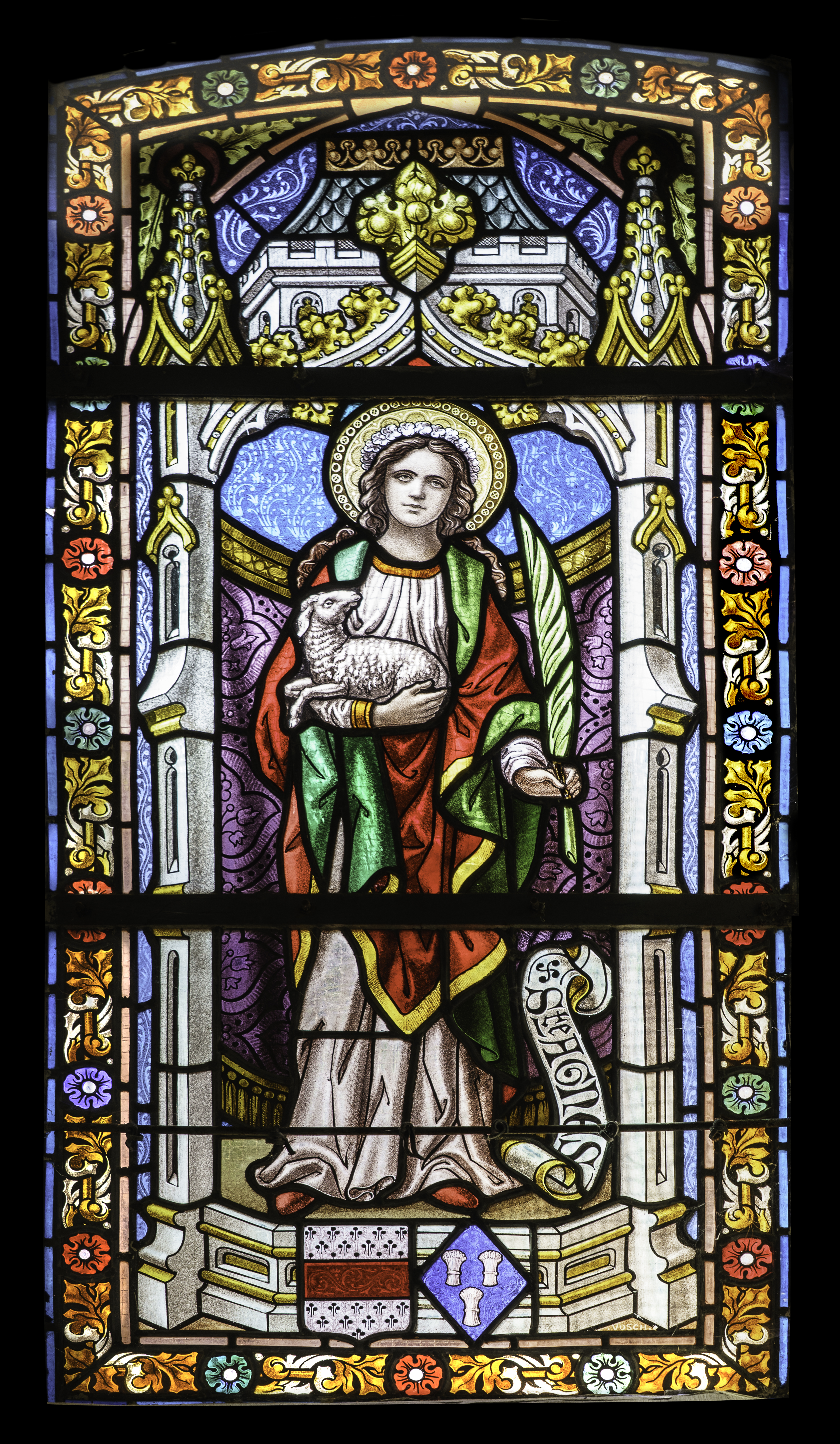
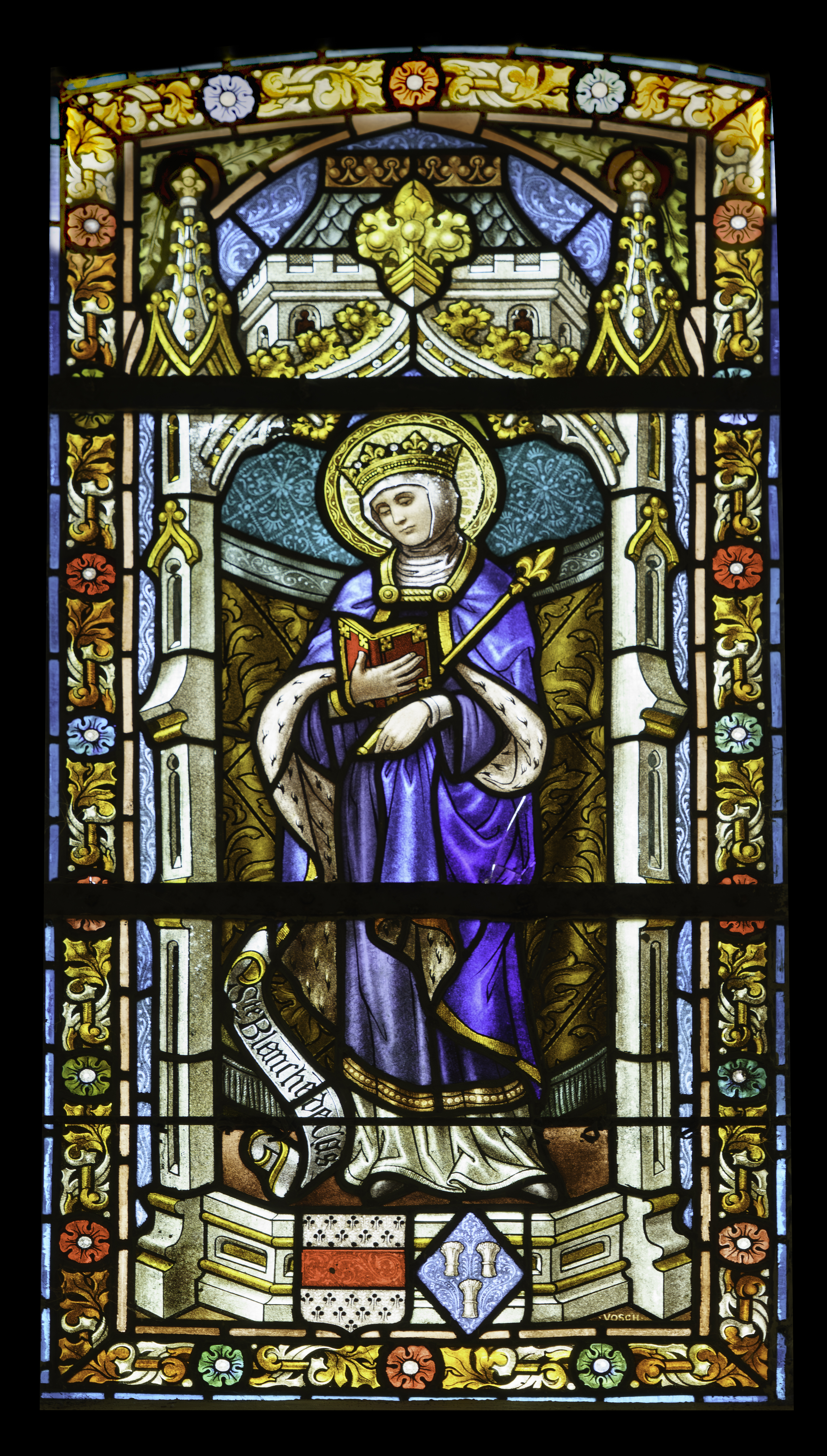
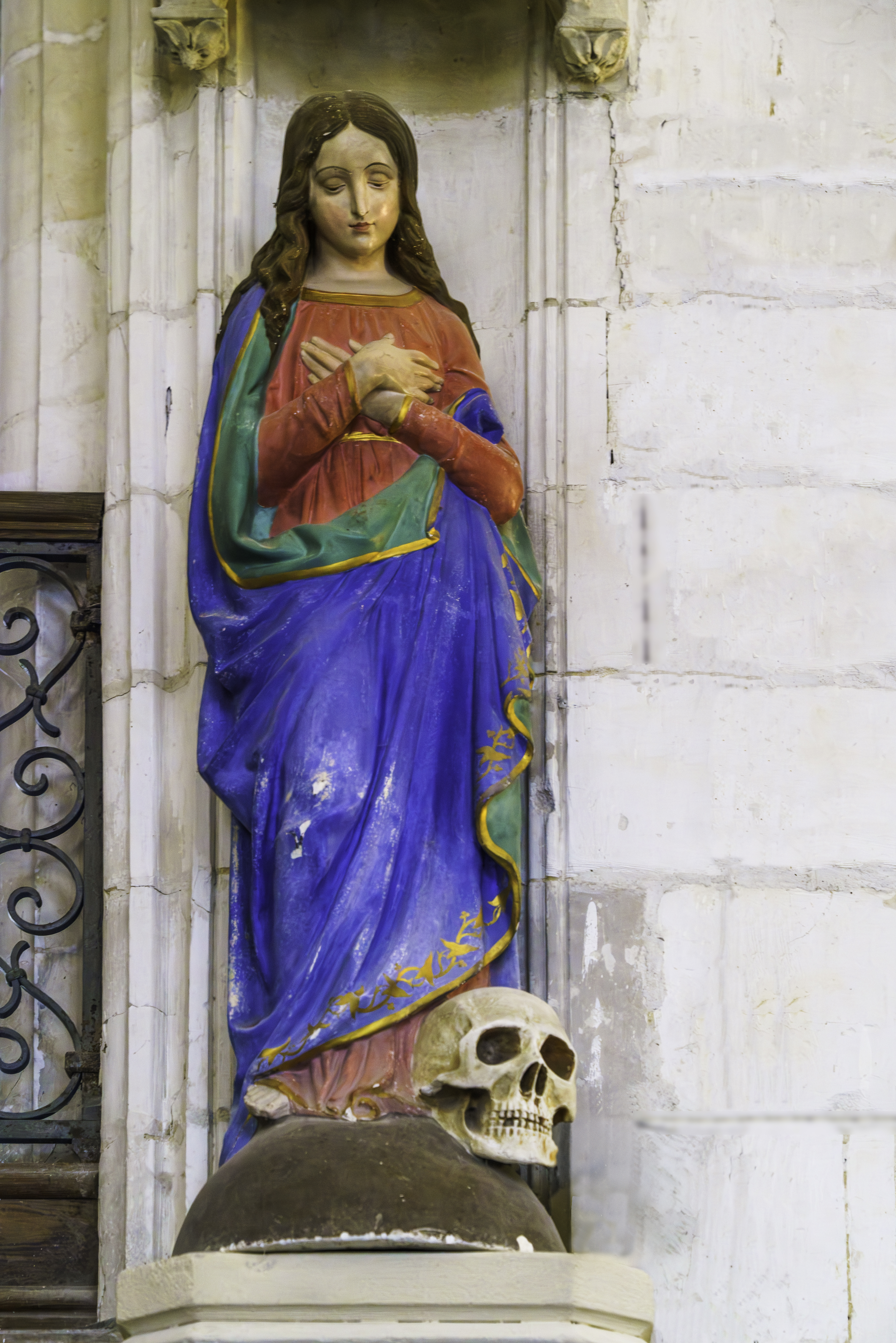

- Le château. Bâti puis agrandi au cours du XIXe siècle dans le style du XVIIIe siècle, le château était à l'origine un pavillon de chasse. Il sert aujourd'hui de gîte touristique et de lieu de réceptions.

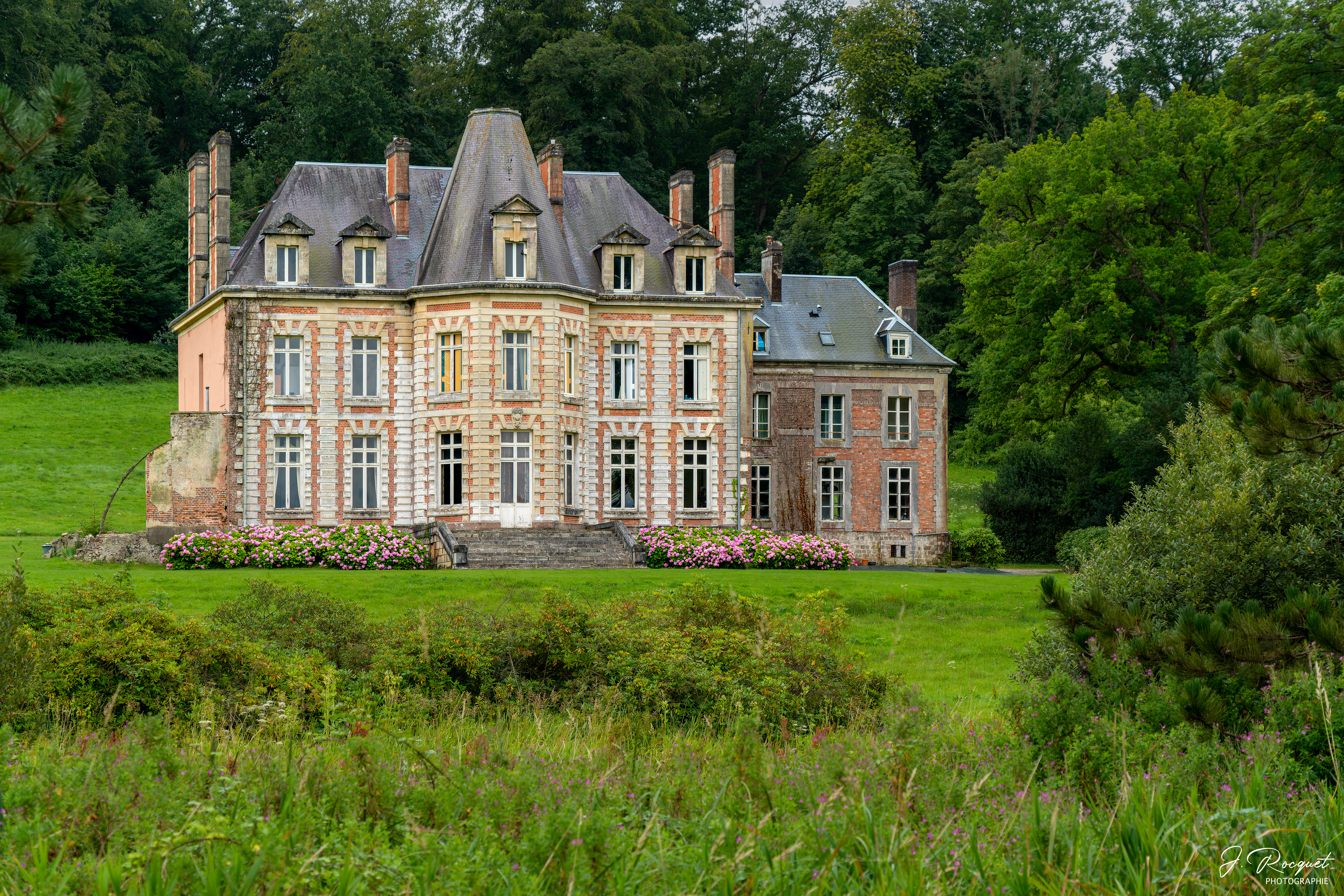
Le château vu de la route.
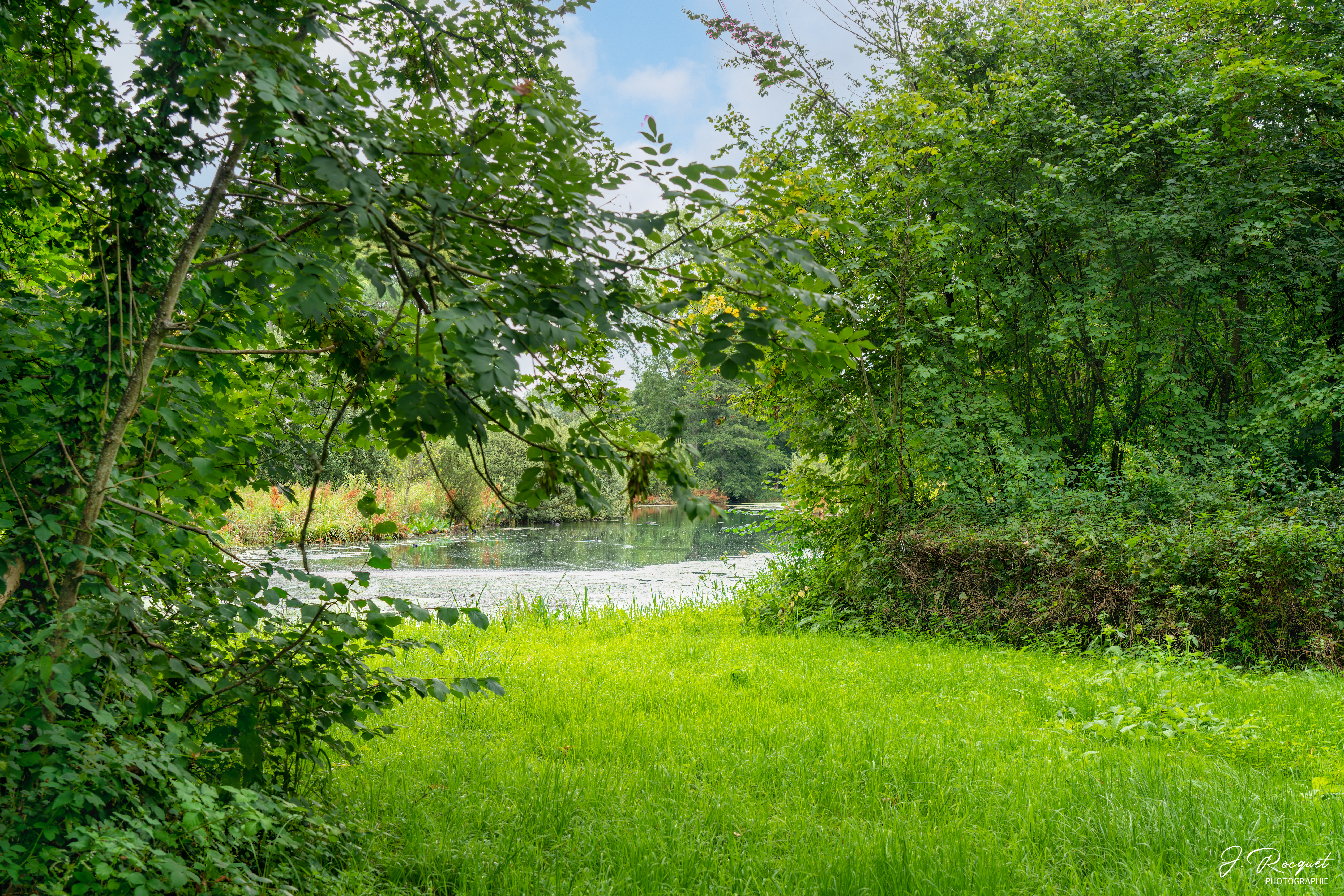
L'étang près du château.

- Le monument aux morts[55]. On peut y lire 28 noms et prénoms. En réalité, il y a eu d'autres habitants qui ont perdu la vie entre 1914 et 1919 mais leur nom a été inscrit sur d'autres monuments (Merlimont, Ecuires...). De plus, il a la particularité d'être aussi celui du village de La Madelaine-sous-Montreuil. Vingt trois soldats des deux villages ont été tués à l'ennemi ou sont morts de blessures ou de maladie contractées en service durant la Première Guerre mondiale et trois ont disparu. Un habitant de La Calotterie, mobilisé en 1940, a été tué durant la bataille de France dans le Nord. Enfin en 1958 un appelé du contingent a été tué durant la Guerre d'Algérie.

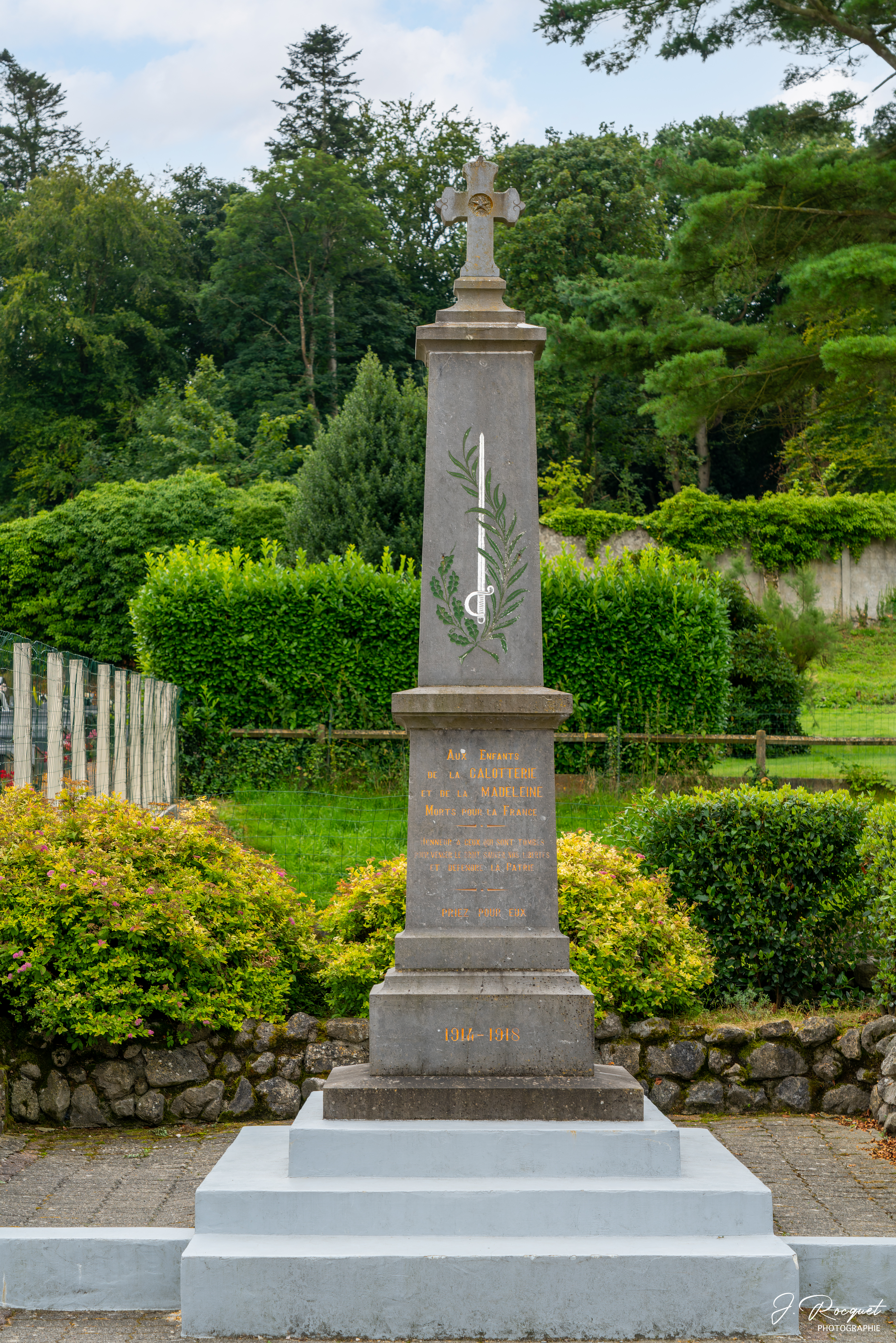

### Personnalités liées à la commune
- Claude François Lenclos (1770-1841) né à La Calotterie. Fondeur dans le civil. caporal au 7e régiment d'artillerie à pied, fait chevalier de la Légion d'honneur le 18 juin 1809 par décision impériale. Blessé à Wagram au bras droit. Devenu lieutenant. S'est retiré dans le Loir-et-Cher.
- Charles Duminy (1864-1957) maire de La Calotterie pendant 42 années, chevalier de la Légion d'honneur et du Mérite agricole.
- Alphonse Duminy né le 5 janvier 1898 à La Calotterie et fils du précédent, fut mobilisé en mai 1917 dans les troupes coloniales. Après avoir été blessé, il est affecté au régiment d'Infanterie coloniale du Maroc (R.I.C.M) le 20 décembre 1917. Il reçoit la croix de guerre 1914-1918 avec sa première citation à l'ordre de la division signée par le général Arthur de Salins. Alphonse Duminy termine la guerre comme caporal avec quatre citations. Son régiment est alors envoyé au Maroc. Revenu en France, démobilisé avec le grade de sergent il reçoit la médaille militaire en 1933. Le 27 décembre 1972, il est fait chevalier de la Légion d'honneur.
- Jean Van Cappel de Prémont, maire de La Calotterie entre 1953 et 1970, chevalier de la Légion d'honneur et croix de guerre 1914-1918, officier d'Artillerie (41e régiment d'artillerie de campagne) versé dans l'infanterie au 107e régiment d'infanterie, issu de la promotion 101 de l'École spéciale militaire de Saint-Cyr promotion « de Sainte Odile et de La Fayette » (1917 - 1918)
- Félix Dubois, instituteur de Montreuil et président de l'US Montreuil Football. Patriote, il fut affecté à La Calotterie sur ordre de l'occupant allemand en 1941. Il prit sa retraite en 1972 et fut fait chevalier des Palmes académiques.

### Héraldique
| Blason de La Calotterie | Blason  | D'azur aux trois hures de sanglier arrachées de sable*, allumées et lampassées de gueules. |
| Blason de La Calotterie | Détails | * Il y a là non-respect de la règle de contrariété des couleurs : ces armes sont fautives (sable sur azur). Dans le second tome de l'Armorial du Pas-de-Calais, Jacques Dulphy donne les origines des armes de la commune. Elle a repris et modifié les armes de la famille Meignot (marchands boulonnais du XVIIe siècle et seigneurs de La Calotterie). En 1905 dans son ouvrage Les Montreuillois dans l'armée, Georges de Lhomel affirmait que Charles Meignot, seigneur de La Calotterie, était officier au Régiment de Picardie et ce, en octobre 1649. Adopté par la municipalité qui a, selon Jacques Dulphy, remplacé le champ d'or par un champ d'azur, les rendant fautives par enquerre. |

## Pour approfondir